# Армянский ковёр
Армянский ковёр — вид армянского декоративно-прикладного искусства, представленный ворсовыми и безворсовыми коврами, которые были сотканы армянами с древних времен до наших дней.
Армянское ковроткачество имеет столь же древнее происхождение, что и керамика и резьба по камню.
Армянские ковры характеризуются сильным геометризованным растительно-животным орнаментом, в котором в едином узоре сочетаются цветочные мотивы со стилизованными изображениями животных, птиц и других элементов.
Традиционно в Армении коврами устилают полы, покрывают внутренние стены домов, диваны, сундуки, сиденья и кровати. До сих пор ковры часто служат завесами дверных проёмов, ризниц и алтарей в храмах, ими покрывают сами алтари в церквях. Развиваясь с древнейших времен, ковроделие Армении исстари являлось неотъемлемой частью быта, так как ковроделием занимались почти в каждой армянской семье, при том, что «ковроткачество повсеместно было древним женским занятием армян».

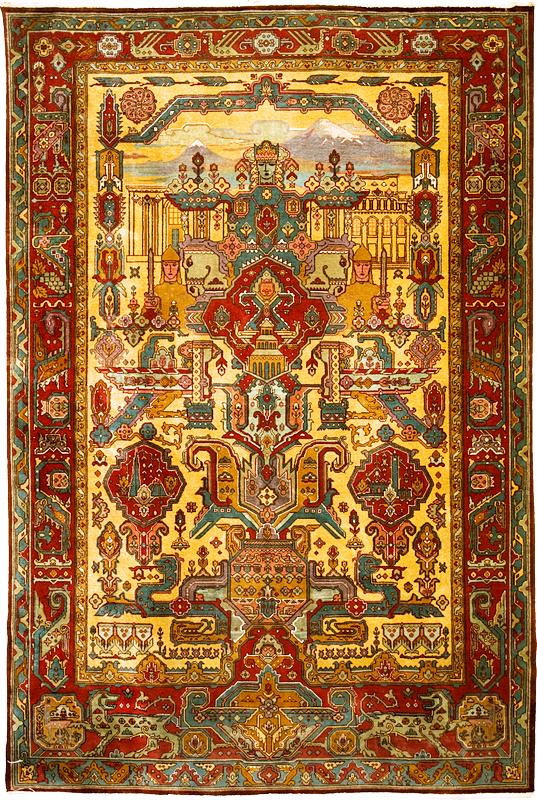
Мать Армения 20 век.

## Этимология слов «карпет» (carpet) и «кали/хали» (kali/khali)

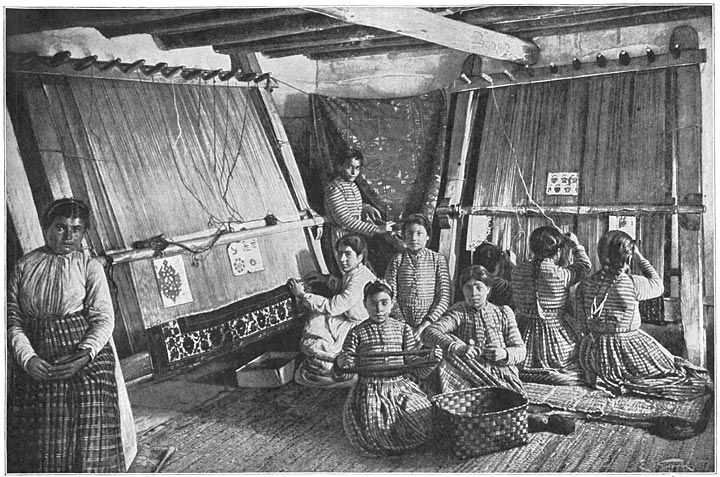
Девочки-армянки, ткущие ковры в ковроткацкой мастерской, Ван, Западная Армения, 1907 год

В армянском языке существует два слова для обозначения ковра: каперт (арм. կապերտ) и горг (арм. գորգ). Хотя эти два слова в армянском языке являются синонимами, «карпетами» чаще называют безворсовые ковры, а «горгами» — ковры с ворсом.
В армянских средневековых рукописях слово «ковёр» в форме каперт (арм. կապերտ) впервые упоминается в переводе Библии ещё в V веке. Слово «каперт» образовано от корня «кап» (арм. կապ) — «узел».
Согласно этимологическим словарям, слово «карпет» появилось из средневековой латыни (лат. carpita — «толстая шерстяная ткань», carpere — «щипать», в средневековой латыни модифицированное carpire), откуда оно переходит и в другие европейские языки (фр. carpette, англ. carpet). Так, в частности, флорентийский банкир и купец Франческо Бальдуччи Пеголотти (англ. Francesco Balducci Pegolotti), живший в начале XIV века, который в труде La pratica della mercatura детально описал торговый путь из киликийского города Айас в Сивас, Ерзинкан и Эрзерум и далее в город Тебриз, сообщает, что с 1274 по 1330 год ковры ввозились во Флоренцию из армянских городов Айас и Сис. О значении киликийского города Айас в международной торговле писал также известный путешественник Марко Поло, который в 1271 году посетил Айас и из него отплыл домой, в Венецию, на армянском транспортном судне.
Слово горг впервые встречается в письменных источниках в виде надписи на армянском языке, датирующейся 1242—1243 годами, которая вырезана на каменной стене церкви Каптаван в Нагорном Карабахе. Арменовед Григор Капанцян склонен считать, что слово «горг» восходит к хетто-армянскому словарному фонду, где оно существовало в формах «курк», «куркас».
Арабские хроники свидетельствуют, что слово «кали» или «хали» или иначе «гали», которое во всём мусульманском мире означает «ковёр», происходит от названия ремесленного города Карина, который арабы называли Каликала (современный Эрзурум, Турция). Абд ар-Рашид ал-Бакуви сообщает, что из знаменитого своими коврами армянского города Каликала (Карин), расположенного на стратегическом пути между Персией и Европой, «вывозят ковры и аз-залали, которые называются кали». Согласно учёному и писателю XIII века Якут аль-Хамави, ковры по сокращённому арабскому названию города Каликала — «Кали», назывались «кали». В своих дневниках Марко Поло восхвалял ковры из этих мест, как самые красивые в мире. Востоковед, академик Иосиф Орбели прямо пишет о том, что «слово „ковёр“ армянского происхождения».

## История развития армянского ковроделия
Армянское ковроткачество, которое на начальных этапах по технике исполнения до определённой степени совпадало с ткачеством, прошло долгий путь развития, начиная с простых изделий, сплетённых на плетельных рамах различной формы до ворсовых узелковых ковров, ставших изысканными произведениями искусства.
По мнению доктора искусствоведения Волькмара Ганцхорна (Volkmar Gantzhorn), восточный ковёр не только не ведёт своё происхождение от кочевых племён, но и районом его происхождения не является Центральная Азия. Восточный ковёр является производным древних цивилизаций Армянского Нагорья, лежащего на перекрестках древнейших торговых путей между западом, севером и югом.

Развитие ковроделия в Армении было насущной необходимостью, продиктованной климатическими условиями всего Армянского Нагорья, от климата также зависел тип, размер и толщина произведенного ковра. Жилые дома и другие сооружения были почти исключительно построены из камня или вырублены в скале, а в них традиционно отсутствовали деревянные напольные покрытия, о чём свидетельствуют результаты археологических раскопок, проводимых в Двине, Арташате, Ани и других городах. Также в Армении существовала необходимая сырьевая база (шерстяная пряжа и другие волокна, красители). Наиболее распространённым сырьём использовавшемся для производства нитей для ковров была овечья шерсть, применялась также козья шерсть, шёлк, лён, хлопок и другие. Как отмечает «Британская энциклопедия» в VIII—XIV вв., когда ковроделие начало развиваться на Ближнем Востоке, Армения была «одним из наиболее продуктивных регионов» в этом отношении. Это было обусловлено наличием «хорошего качества шерсти, чистой воды и красителей, особенно прекрасной пурпурной краски». Одним из основных условий, способствующих развитию ковроделия, было наличие городов, в которых развивались ремесла и которые служили крупными торговыми центрами, так как по территории Армянского Нагорья проходили торговые пути, включая одно из ответвлений Великого шелкового пути. О ковровых тканях в древней Армении, как об одной из основных отраслей армянских художественных ремесел, упоминают множество источников. Куски древних ковром были найдены при раскопках близ Еревана, а остатки шерстяных ковров местного производства были найдены при раскопках Ани в одной из гробниц ущелья Цахка-дзор.

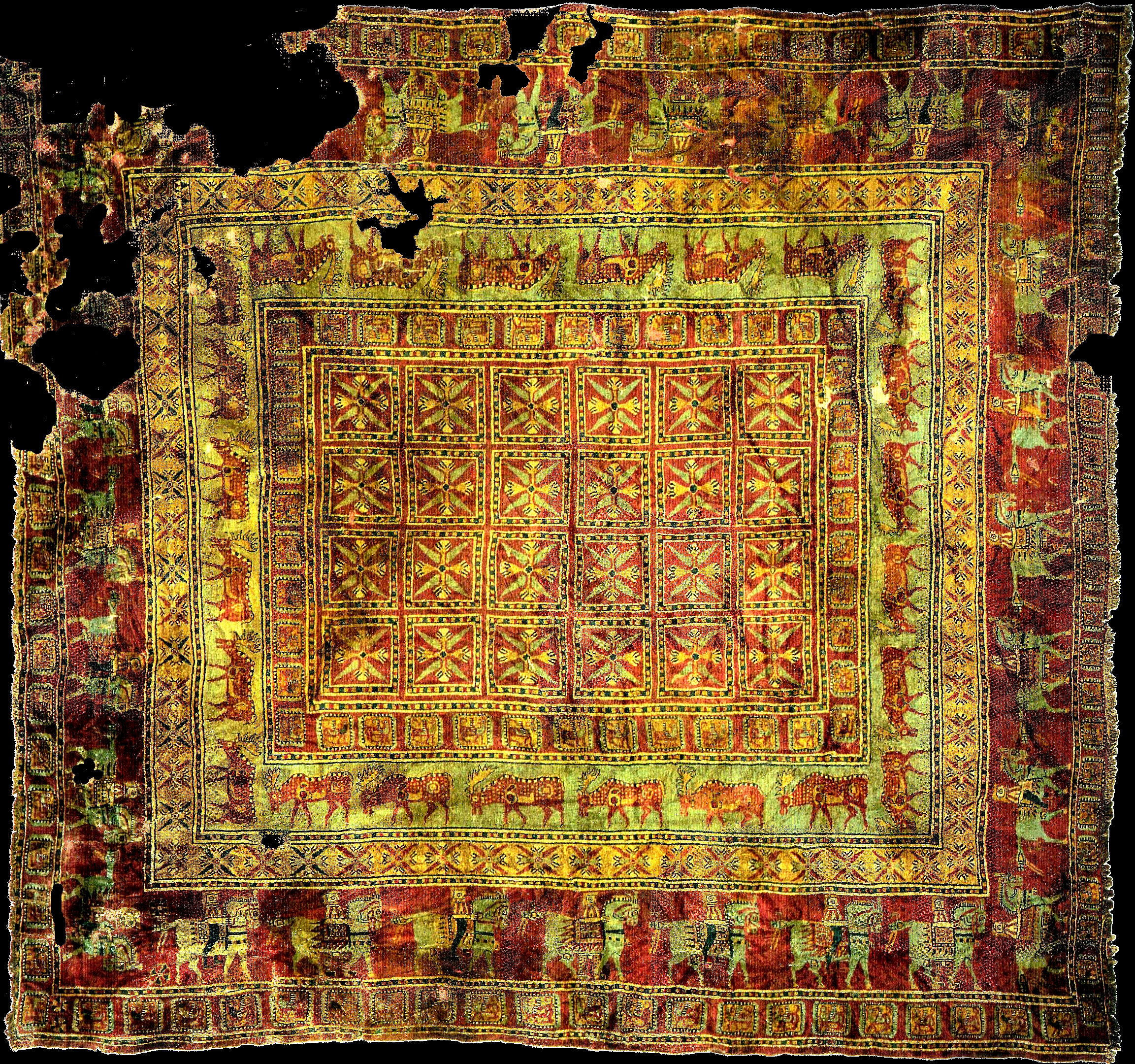
Древнейший из обнаруженных ворсовых ковров — Пазырыкский ковёр, найденный на Алтае (около V в. до н. э.), нити красного цвета которого были окрашены червецами типа армянской кошенили. Государственный Эрмитаж, Санкт-Петербург, Россия

### Античность
Античный историк V века до н. э. Геродот (485—425 гг. до н. э.) отмечает, что жители Кавказа растениями, из которых получали краску, красили шерсть, затем вырабатывали из неё ткани, разрисовывали их, и окраска их не блёкнет ни от времени, ни от воды. В 1949 году академиком Руденко во время археологических раскопок, проводимых в Горном Алтае, в 5-м пазырыкском кургане был найден ковёр V века до нашей эры. Вопросом дебатов является происхождение ковра в Средней или Передней Азии, но в особенности Армения упоминается как возможное место происхождение ковра. Некоторые исследователи считают, что ковёр относится к раннеармянским.
Из сведений античных авторов становится ясным, что среди практикуемых ремёсел древней Армении, наряду с гончарным и столярным делом, было широко распространено и ткачество. Продукты ремесленного производства активно экспортировались в близлежащие земли. Значительное развитие ткацкого ремесла в Армении наблюдается в следующий, так называемый эллинистический период, начиная с III века до н. э.. Это был период оживления международных экономических, политических и культурных связей, которые вызвали ранее невиданный подъём транзитной торговли. Последняя прокладывала свои стабильные пути и через Армению, вовлекая её в торговый обмен с соседними и отдаленными странами. Развитие ремесленного производства продолжалось вплоть до IV века нашей эры, а затем в Армении приходят в упадок хозяйственная жизнь, ремёсла и искусство, возрождение которых начнётся лишь два века спустя.

### Средневековье

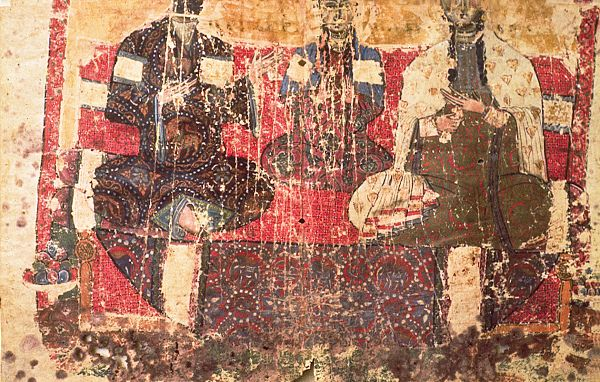
Армянский царь Гагик Карсский (1029—1065) с семьей (на ковре). Миниатюра в Евангелии XI век

Средневековье является золотым веком армянского ковроделия - в это время образуется определённый стиль, свойственный армянским коврам. До наших дней сохранились только небольшие фрагменты раннесредневековых армянских ковров, которые были обнаружены в переплётах армянских манускриптов во время реставрации. О том, как выглядели эти ковры, можно судить также благодаря средневековым рукописям, в которых много миниатюр с изображениями ковров. Среди форм и стилей, присущих армянским коврам средних веков, различают: «драконовые» ковры (Вишапагорг) — ковры с изображением драконов, древа жизни, птицы феникс, орнаментов в форме треугольников, зубчатых ромбов и символов вечности; орлиные ковры (Арцвагорг) с символическим изображением орлов и змеиные ковры (Оцагорг) с изображениями змей и со свастикой в центре.
По свидетельству академика Николая Марра, проводившего раскопки средневековой столицы Армении Ани, внутри жилых домов богатых горожан
…за исключением ниш, остальное всё было гладко, так как дом внутри увешивали или покрывали коврами и узорчатыми тканями, с которыми, конечно, трудно было с успехом соревноваться даже анийским мастерам декоративной резьбы на камне. Когда мы нападаем в Ани на следы штукатурки и росписи стен и потолка частных домов, есть основание думать, что обыкновенно это суррогат, дешёвый способ возмещения подлинного богатого убранства комнат коврами и тканями, производство которых у древних армян, судя по некоторым данным, стояло на высокой степени развития. Эта мысль давно возникла, и раскопки 1912 г. дают основание её высказать.
В 645 году на земли Армении вторглись арабы, и на страну была наложена дань, в состав которой, помимо всего прочего, входили 20 штук ковров, приносимых в дар халифу каждый год. В конце VII века в Армении вспыхнуло восстание против арабов, в связи с чем в Византию, с целью получения военной помощи, была отправлена армянская делегация, которая привезла в дар императору Юстиниану II ковры армянских мастеров. Уже в VIII веке, арабы в качестве ценнейших трофеев вывозили в Багдад славящиеся своей красотой и качеством армянские ковры и ковровые изделия. В то же время несмотря на арабское владычество в Средние века Армения при Багратидах (885—1045) переживает период экономического подъёма в первую очередь благодаря широким торговым и экономическим связям со странами, находящимися под владычеством и влиянием арабского халифата. Арабский географ и путешественник IX века Якуби сообщает, что по заказу халифа Хишама в Армении были изготовлены ковры и ткани. В хронологии византийского писателя Симеона Магистра упоминается, что в 819 году болгары во время одного нашествия взяли у византийцев богатые трофеи, среди которых были высококачественные армянские пушистые ковры.
Армянские торговцы распространяли ковры на базарах и рынках различных стран; в самой же Армении, по сообщению ряда авторов, среди которых Абу Дулафа (X век), проводятся воскресные ярмарки, где помимо других товаров продаются армянские ткани из козьей шерсти, называемой бузйун, и ковры.
Расцвету ковроделия во многом способствовали получаемые в Армении превосходные краски, придававшие ковру неповторимость и яркие цвета. Особой известностью в древнем мире пользовалась алая краска — кармин, которая производилась из армянской кошенили — насекомого, составляющего отдельный подотряд в отряде равнокрылых хоботных насекомых, которые в изобилии имелись в Армении. Арабский автор X века Ал-Истахри, повествуя о городе Арташат, рассказывал:
…В этом городе выделываются шерстяные платья и ковры… и другие предметы армянского производства. У них же добывается краска, называемая „кирмиз“, и ею красят сукно. Я узнал, что это червяк, который прядет вокруг себя наподобие шелковичного червя».
Другой арабский географ X столетия Ибн Хаукаль, побывав в столице Армении городе Двине, который арабы называли Дабиль, также указывает на то, что армянские ковры окрашивают специальной краской, говоря, что «выделывают в Дабиле пуховые и шерстяные ткани для ковров, подушек, сидений, шнуров и иного рода армянских произведений, окрашенные кирмизом».

 
Он же, говоря о городах Армении, так характеризует армянские изделия и их значение на мировых рынках Востока: 
В этих городах и областях, лежащим между ними, есть товары, предметы ввоза, разные сорта необходимых животных, овец и материи, вывозимые в разные страны, известные у них пользующиеся славой, как армянские ковры и шнуры, приготовленные в Салмасе и продаваемые от одного до десяти динаров за штуку, и ничего подобного им нет в прочих землях.

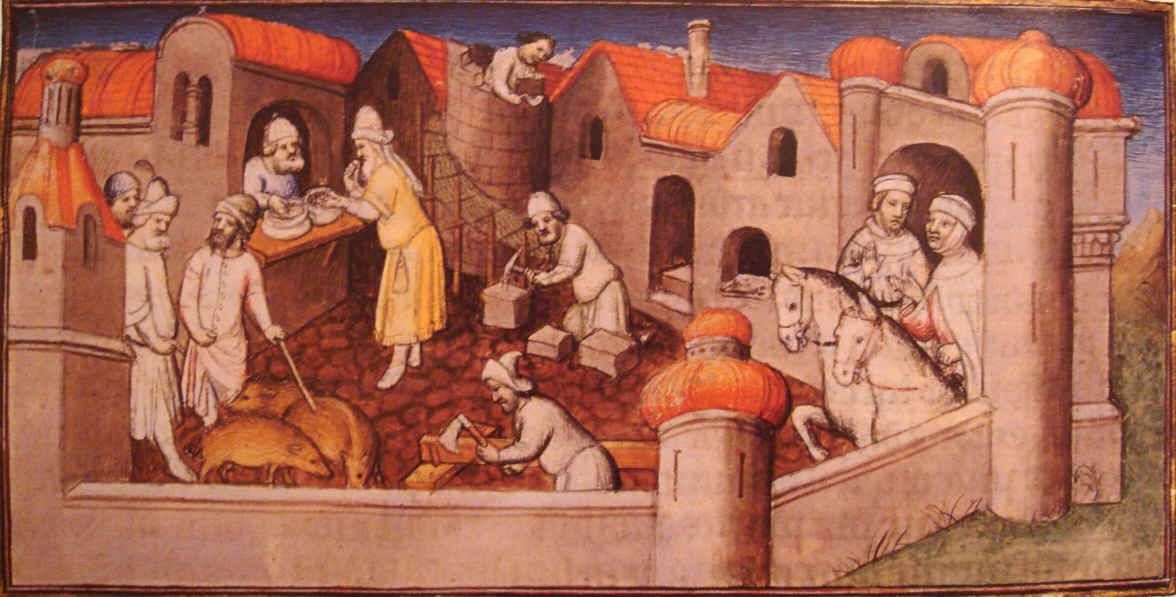
Прибытие братьев Поло в торговый порт Айас в 1271 году в Киликийском армянском королевстве, иллюстрация в книге Le Livre des Merveilles (XV век)

В. Бартольд в своей работе отмечает, что армянские ковры пользовались огромной популярностью на востоке, а жители тех лет считали, что армянские ковры обладали особыми свойствами. Армянские ковры упоминаются в числе подарков посланных Махмудом Газневи кашгарскому Кадир хану. В Хое, Беркри, Арчеше, Тебризе, Хлате, Нахичеване, Битлисе, Кейсарии, Севастии, Карабахе и в других армянских и армянонаселенных городах и общинах вырабатываются «кали-карпеты и карпеты» (ворсовые и безворсовые ковры). Продукты производства армянских ткачей пользовались международной известностью и высоко ценились при дворах различных стран. Так, придворный персидский учёный и глава архива Хилал ас-Саби, описывая одежду и окружающую утварь халифа, говорит, что подушка для трона и все другие подушки из апартаментов халифа сделаны из армянской ткани. Аль-Мукаддаси (X век), восхищаясь армянскими коврами, говорит: «Нет ничего подобного выделывающимся у них шнурам и коврам». Арабский автор Абд ар-Рашид Бакуви (XIV—XV века) сообщает, что армянские ковроделы искусны в выделки ковров. Согласно арабскому философу и историку XIV века Ибн Хальдуну, лучшие восточные ковры, произведенные армянскими ткачами, входили в дань, приносимую государству Аббасидов после захвата последними Армении. По нему же список, по которому Армения платила налог, выглядел следующим образом:
Тридцать миллионов дирхемов, ковры махфура — двадцать, (ткани) ракм — пятьсот восемьдесят ратл, соленая [рыба] сурмахи — десять тысяч ратл, [рыба] тиррих — десять тысяч ратл, мулы — двести, соколы — тридцать.

Ибн Хаукаль связывает производство армянского ковра со следующими местностями: Маранд, Тебриз и Дабил (Двин): 
…в Меранде, Тебризе, Дабиле и областях Армении изготовляются армянские сидения и ковры, известные под именем армянских «мехфур»; немного подобного им во всех странах, в которых выделка тканей имеет сходство с армянской выделкой… А что касается до произведений, называемых «армянскими тканями», то это «бутт», сидения, ковры, покрывала, коврики и подушки; нет им подобных среди предметов земли из конца в конец и во всех направлениях.
Посол арабского халифата Ибн Фадлан, совершивший путешествие в страну волжских булгар, в своей записке свидетельствует, что ещё в 20-е годы X века армяне, проживающие в армянской колонии на Волге, занимались ковроделием. Согласно ему же, половина шатра царя камских болгар, вмещавшего тысячи человек, полностью был покрыт армянскими коврами. 
Описывая внутреннее убранство юрты волжских булгар в X веке, К. А. Руденко пишет: «Убранство юрты было несколько иным. Пол её застилался войлочным ковром, стены также украшались коврами, шерстяными или войлочными. Особой популярностью пользовались красные армянские ковры». 

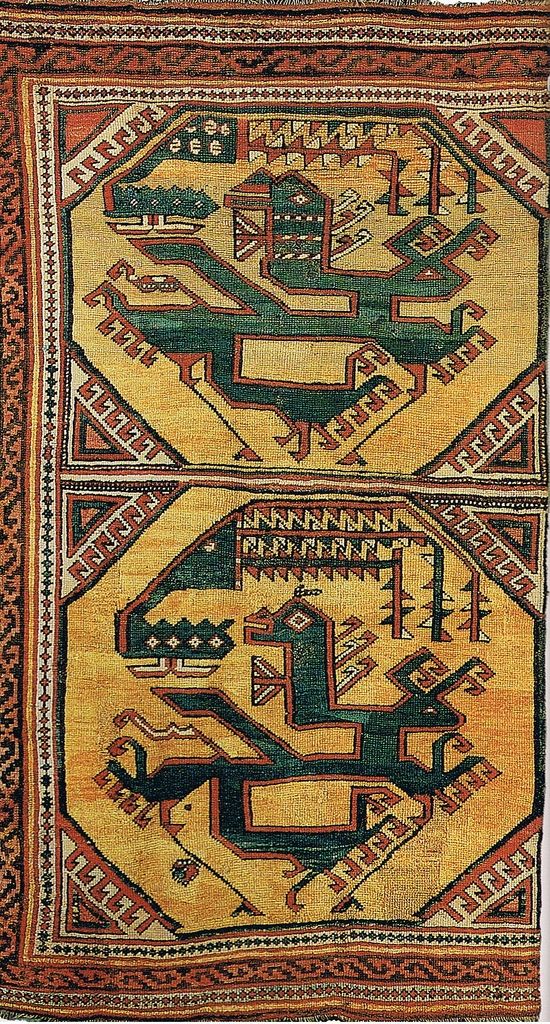
Анатолийский ковёр с изображением борьбы дракона и феникса, XV век. Музей исламского искусства, Берлин.

Армянские ковры всегда ценились чрезвычайно высоко. При Гарун ар-Рашиде из Армении ко двору арабского правителя ежегодно поставлялось 20 отборных ковров. Стены и полы дворца арабских халифов были покрыты армянскими коврами, любимая жена халифа ар-Рашида восседала на «армянском ковре», все прочие жёны — на «армянских подушках».
Армянские ковры были украшением дворцов, ими измерялось богатство. Ворсовые ковры входили в число приношений Армении халифам Багдада; известно, что в начале X века из Армении в Багдад были посланы 400 лошадей, 30 000 динариев и семь армянских ковров; один из ковров имел размеры 60 × 60 локтей (примерно 18 × 18 м); над этим ковром работали армяне-ремесленники в течение 10 лет.

В IX—XI века армянские колонии возникают в Египте, на Украине, в Польше, Болгарии, Румынии и Венгрии. Здесь армяне вновь стали развивать ремесла, в том числе и ковроткачество. Согласно исследованиям русских историков Карамзина и Глинки, ещё в 60-е годы XI столетия в Киеве основывается армянская колония, которая в последующее столетие превращается в самостоятельное поселение. Местные армяне занимались ювелирным делом и ковроделием. Впоследствии колонии армян возникли в Астрахани, Новом Нахичеване, Феодосии, Москве, а затем и в Петербурге. О тесных контактах переселенцев со своей родиной говорят находки тканей, аналогичных анийским, в погребениях на территории колонии. Известный итальянский путешественник Марко Поло, побывавший в XIII веке в Западной Армении, в XXI главе своей знаменитой «Книги о разнообразии мира», повествующей о его путешествии по Азии, говоря о быте армян, написал: 
Выделываются тут, знайте, самые тонкие и красивые в свете ковры, а также ткутся отменные, богатые материи красного и другого цвета, много и других вещей изготовляется здесь.
Сообщая о шерстяной ткани «бокаран», Марко Поло продолжает своё повествование следующим образом: «Великая Армения — страна большая; начинается она у города Арзинга, где выделывается лучший в свете бокаран. Есть тут также отличные бани и самые лучшие в мире источники. Живут там армяне, и подвластны они татарам. Много там городов и городищ»
Армянские ковры были знамениты во всем Старом Свете: ими широко торговали от Италии до Волги, по Средиземноморью большое распространение находили маленькие армянские ковры. Вывоз произведенных армянами ковров в страны Западной Европы в Средневековье достигал огромных размеров, в Европе они являлись необходимой принадлежностью убранства домов зажиточных граждан. Польский автор XVI века Леонардо Горецкий сообщает, что армянские купцы в числе прочих товаров завозят в Европу и ковры.

### XVII—XIX века

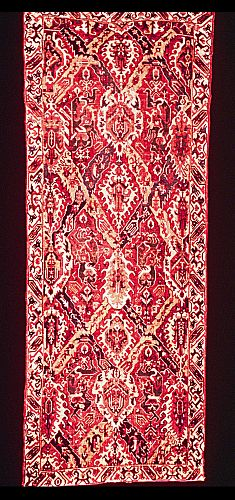
Вишапагорг (Драконовый ковёр), XVIII век, Музей Галуста Гюльбенкяна, Лиссабон

С течением времени армянские колонии возникают в Египте, на Украине, в Польше, Болгарии, Румынии и Венгрии. Здесь армяне стали развивать ремесленное производство, в том числе и ковроткачество. Ковры в армянских общинах помимо мастерских производились при церквях и монастырях.
В 1604 году, в ходе войн между Персидской и Османскими империями, шах Персии, Аббас I Великий, чтобы удержать под своей властью Закавказье, а также для развития ремесла и торговли, переселяет армян вглубь Персии. В числе переселенных по приказу шаха армян были также переселены и армяне Джуги (Джульфы), которая была крупным торговым и ремесленным центром, через который проходило ответвление Великого Шелкового Пути. По свидетельству армянского историка XVII века Аракела Даврижеци, при встрече шаха Аббаса в Джульфе весь его путь был устлан коврами: «Путь царя был украшен: от берега реки до дворца ходжи Хачика дорога была устлана коврами, драгоценной, прекрасной парчой». В 1667 году между Россией и армянской торговой компанией Нор-Джуги был заключён договор, согласно которому армянским купцам даровались привилегии свободной торговли на водных путях от Астрахани до Архангельска, а также право транзита через Россию в Западную Европу. Чешский учёный XVII века Иржи Давид в своей работе «Современное состояние Великой России, или Московии» отмечал, что среди прочего товара завозимого армянами для торговли в Россию были ковры и шёлк.
Нередко коврам приписывались магические свойства. Известный турецкий путешественник Эвлия Челеби, побывавший в XVII веке в Святом Эчмиадзине во время миропомазания, описывая ковёр, на котором разожгли костёр для варки снадобья, говорил: «Этот ковёр как будто был соткан из шёлка, но в то же время походил и на бумажный, и на шерстяной; он напоминает большой ковёр для молитв, цвета серой белки, очень тяжелый. Мне кажется, он сделан из особого камня».Челеби был поражен тем, что ковёр не пострадал от огня разожжённого на нём костра, путешественник пытался узнать секрет ковра у монахов на что те ему отвечали, что "это тот самый ковёр, на котором появился из утробы матери Иисус. Из страха перед израильтянами он спрятался в пещере. А потом собирал травы и оживил на нём мертвеца".
В XVIII веке Восточная Армения становится важным экономическим центром, через её территорию проходят торговые пути, соединяющие Европу и Азию. Возрастает роль городов Армении, в которых образуются склады для товаров из Европы, Китая, Индии, Ирана и Турции, сама же Армения, в числе прочих товаров, экспортирует ткани из Карабаха и неповторимые в цветовом и орнаментальном исполнении ковры. Армянские торговые дома, помимо представительств, имели вне пределов Армении и собственные рынки. Так, испанский путешественник Дон Гонзалес, посетивший Лондон в 1730 году, свидетельствует, что армянский рынок — walk, находился между Smittin’s Street на востоке и Threadneedle Street на севере, соседствуя, с одной стороны, с голландскими ювелирами, а с другой — с португальским рынком. Эти рынки находились в Royal-Exchange, где армяне торговали драгоценными камнями и коврами.
В Иране армянское ковроделие испытывает недолгий кризис; это связано прежде всего с тем, что Россия отвоевывает у Ирана земли с армянским населением. Однако уже во второй половине столетия в Иране проводятся реформы, которые способствуют открытию по всей стране армянских торговых домов. Армянские торговцы, пользовавшиеся благосклонностью шахов, наладили торговлю с Индией, Россией и Европой, активно экспортируя ткани и ковры. В это же время возникают новые поселения армян в Астрахани, Новом Нахичеване, Феодосии, Москве, а затем и в Петербурге, и главным занятием поселенцев было ювелирное дело и ковроткачество.
Важную роль ковер играл и в религиозной жизни армян. Ковер в той или иной роли использовался во всех армянских церквях. Так например в 1846 году, в Эчмиадзине, во время миропомазания, перед алтарем был расстелен большой ковер с изображением одноглавого белого орла. Последний был символом армянских царей. Ковер с орлом расстилался под ноги армянскому католикосу всякий раз когда тот вел службу
XIX век положил начало изучению и собиранию восточных ковров, включая армянские. Армянские ковры, как отдельная ветвь художественного творчества, начали изучаться и привлекли к себе внимание исследователей и антикваров.
К концу XIX века активный европейский рынок сформировался из ковров, произведенных в Иране, на Кавказе и в Центральной Азии. Несколько дилеров открыли магазины ковров в Англии, полагаясь на закупочные и транспортировочные сети, установленные в первую очередь армянскими и тебризскими купцами
Известные музеи хранят в своих коллекциях армянские ковры: в Лондонском музее Виктории и Альберта — ковёр XVII века, Метрополитен-музей в Нью-Йорке приобрёл ковёр XVI века, также ковры хранятся в Будапештском музее прикладного искусства, Лондонском музее текстиля и во множестве частных коллекций. Классические образцы ковров хранятся в Государственном историческом музее Армении, в Российском этнографическом музее.

### XX век
Основной структурный принцип композиции большинства армянских ковров, сделанных в XIX—XX веках — это разделение на медальоны, которые могут иметь разнообразную форму. Они могут быть ромбовидными, звездообразными, крестообразными, полностью закрытыми, или быть с силуэтом дракона. Узоры и символы ковров этого времени могли покрывать весь ковёр во множество рядов, могли быть расположены исключительно по центральной оси или разбросаны по всей площади ковра; также узоры могли быть расположены в одиночестве в центральной части ковра. В армянском ковре центральная часть, границы и медальоны содержат множество дополнительных стилизованных элементов: кресты, птицы и змеи в комбинациях с символами, означающими вечный круг жизни - например, Древо Жизни, солярные символы (т.н. свастики или коловороты), бесчисленные типы розеток, домашние животные, всадники и пешие люди.
В конце XIX—начале XX века  армяне имели множество мастерских по производству ковров в крупнейших ткацких центрах Оттоманской империи. В начале нового века Чарльз Бэйкер, имевший хорошие связи в Оттоманском суде, через него получил контроль над армянскими ткацкими производствами во множестве областей, включая Балыкисиру, Акшехиру, Конью, Нейоли — главные коммерческие текстильные центры в Османской Турции. После его смерти компанию возглавила Селиль Эдвардс, которая реорганизовала её в компанию «Восточная Ковровая Фабрика». Дела в компании, сильно зависящей от армянских ткачей, шли успешно до тех пор, пока не ужесточилась политика османских властей в отношении христианского нацменьшинства.
Армянские ковродельческие центры имелись и в соседнем с Турцией Иране. В основном они были сосредоточены в местах компактного проживания армян: городах Тегеран, Исфахан, Тебриз, Урмия, Арак, Шахиншахр, Ахваз и Лилихан, где имелись кварталы, основным населением которых были армяне. Армянскими ковроделами Ирана, чьи мастерские были достаточно известны в то время, были Эдвард Бенлян, С. Тайрякян и К. Таушаджян. Последние два мастера стали одними из основателей ковроткачества в США и создателями новой разновидности ковра под названием «Американский сарук». Большая ковроткацкая фабрика фирмы «A & M Karagheusian» была основана в 1904 году в Нью-Джерси, США, бежавшими из Турции в 1896 году братьями Аршаком и Мираном Карагусянами, семья которых занималась ковроделием в Турции, начиная с 1818 года. Фабрика действовала на протяжении 60 лет и имела до 1700 работников. Головной офис фирмы был расположен на Манхеттене.

Ереванская ковровая фабрика 1917—1918 года

Первая половина XX века ознаменовалась началом Первой мировой войны и геноцидом армян, которые основательно разорили экономику Западной Армении. Спасаясь от турецкого меча, сотни тысяч армянских беженцев нашли пристанище в России, Сирии, Ливане, Египте, Греции, Франции, Италии, Иране. В Западной Армении армяне были почти поголовно истреблены или изгнаны, а их имущество разграблено. С истреблением христианского населения Турции был нанесен огромный урон традиционным армянским ремесленным производствам, в связи с чем они почти полностью перестали существовать на территориях подвергнувшихся этническим чисткам. С уничтожением в числе прочих армян ткачей армянской национальности, показатели турецкой текстильной торговли понизились как по качеству продукта, так и по производству. Вместе с тем, в сиротских домах, которые были созданы в различных районах Турции, включая Стамбул, армянские дети ткали ковры.
Вследствие войны и огромного количества беженцев, а затем наступившего голода и нищеты в Восточной Армении, армянское ковроделие, также как и в западной Армении, приходит в упадок, выйти из которого в какой-то мере удалось лишь после советизации, когда с начала 1920-х годов начали создаваться ковродельческие артели.

Типы армянских ковров
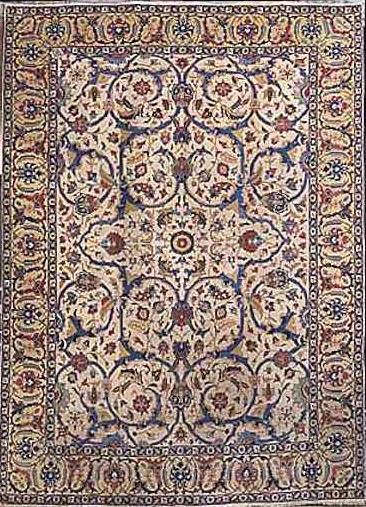
Мастерская Э. Бенляна, Тебриз, начало XX века
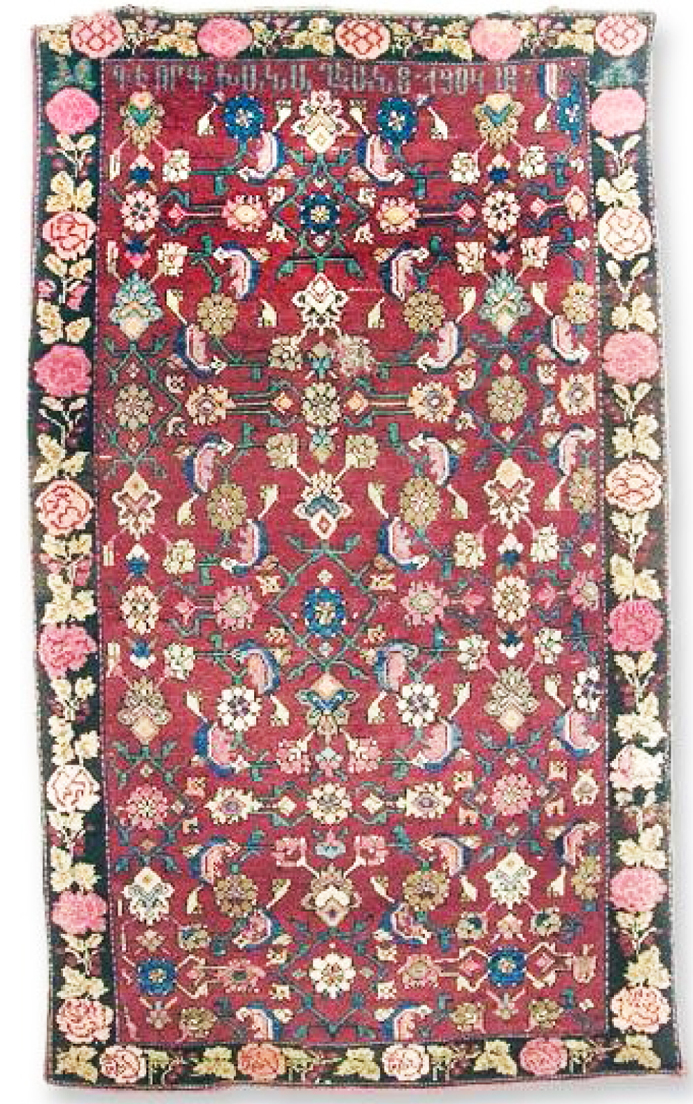
Карабахский ковёр с надписью на армянском языке, 1904 год
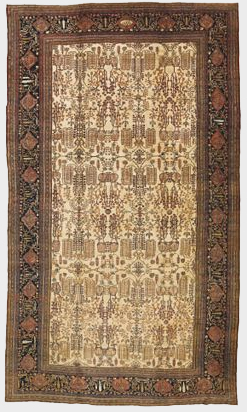
Ковёр из мастерской К. Таушанджяна, Арак, начало XX века

В 1920-е годы 150 армян, спасшихся от геноцида, учиненного правительством Оттоманской империи, в предместье города Бари, Италия, на территории в 7 тыс. м² под руководством Гранта Назаряна основывают село Нор-Аракс. В деревне была открыта небольшая ковровая фабрика, на которой работали жители села. Армянские ковры, произведённые сельчанами, были очень популярны как в Италии, так и за её пределами, в числе тех, кто закупал ковры, были король Фарук, Папа римский Пий XI и королева Елена. Армянскими коврами, произведенными в деревне, были украшены полы и стены Национального Банка Италии. Деревня Нор-Аракс существует и сегодня, продолжая производить неповторимые армянские ковры; более того, после Второй мировой войны в области Калабрия образовалась вторая армянская ковродельческая деревня

Армянская ковродельческая деревня Нор Аракс в пригороде Бари, Италия, Фотография 1926 года

Армянские ковры, сотканные в центрах армянской диаспоры, несмотря на то, что были сотканы вдалеке от исторической родины, несли в себе многовековые традиции, которые развивались столетиями на армянской земле. Кроме того, в ковры диаспоры привносится отпечаток контакта с новой культурной средой, национальные мотивы государствообразующего народа, с коим бок о бок существует община, переплетаются с армянскими народными мотивами, что, в свою очередь, придает ковру определённую красоту и неповторимость.
С установлением советской власти в регионе наступает стабильность, и возникают предпосылки для развития ковроткачества. Однако с весны 1929 года в сельской местности начала проводиться политика «активной коллективизации», направленная на увеличение числа коллективных хозяйств. Проводимые мероприятия существенно увеличили рост коллективных хозяйств. Ремесленники, в том числе и ковроделы, были объединены в артели. В производство внедрялись станки и автоматы, что, в свою очередь, способствовало упадку производства ковров ручной работы и утрате индивидуальности в коврах, вышедших с автоматической линии.
К 1958 году ковровое производство ведётся в 22 районах Армянской ССР. Основными центрами ковроделия были Ереванский, Ленинаканский, Степанованский, Ииджеванский, Севанский, Зангезурский и Нор-Баязедский районы. Все производители ковров были объедены в одно ковровое предприятие «Айгорг» (Армянский ковер). Продукты производства ковроткаческих артелей того времени неоднократно экспонировались на многочисленных международных выставках и ярмарках, где удостаивались высоких оценок и наград. Так, на Всемирной Брюссельской выставке 1958 года армянские ковры были удостоены Большой золотой медали, а в июне 1973 года в Ереване открылась первая выставка образцов старинных армянских ковров, насчитывающая четыре сотни экспонатов. В 1984 году, в результате почти полувековой деятельности армянских учёных, в Армянской ССР была официально зарегистрирована новая порода овец — Армянская полугрубошерстная овца, исключительно белую и упругую шерсть которой начали применять для выделки ковров. 
В 2009 году, в рамках программы поддержки ручного производства ковров, правительством республики Армения было принято решение об освобождении от уплаты налога на прибыль и НДС с продажи ковров ручной работы.

## Армянский ковёр в искусстве

На армянской миниатюре XIV века изображены евангелисты за работой. На полу у них под ногами можно увидеть небольшие круглые коврики. Матенадаран

О том, какими были армянские ковры издревле, можно судить по их изображениям, запечатленным в произведениях других видов изобразительного искусства: на барельефах Кафедральной Церкви Святого Креста на острове Ахтамар, на средневековых армянских миниатюрах. Небольшие фрагменты ковров, как и другого текстиля этого периода, сохранились благодаря тому, что их использовали при переплете средневековых манускриптов. До наших дней сохранилось несколько тысяч таких фрагментов.
На армянских миниатюрах и фресках зачастую изображены стоящие во весь рост или сидящие на коврах, подушках и расшитых покрывалах Богородица, Христос, евангелисты и святые. Ризницы, заставки на полях, сложная вязь хачкаров, розетки, имеющиеся в средневековых армянских рукописях, вторят узорам карпетов и ковров. Изображения армянских ковров имеются также на церковных порталах XIII—XIV веков.
Многочисленны упоминания о ворсовых коврах и карпетах в армянском устном народном творчестве: в сказках, преданиях, песнях, частушках и героическом эпосе «Давид Сасунский». Так, в сказке «Анаит» героиня говорит, что согласится выйти замуж за принца лишь в том случае, если он научится какому-либо ремеслу, а лучше всего - научится ткать ковры. В этой сказке явно прослеживаются детали, свидетельствующие о глубинных истоках ковроткачества, берущего начало ещё со времен язычества. Согласно одному армянскому народному преданию, записанному в Нагорном Карабахе, ковроткачеству людей научил чёрт, чтобы, увлекая человека красотой изделий, извести его тяжелой работой.
Армянские ковры присутствуют в работах Флорентийских и Венецианских художников четырнадцатых и пятнадцатых столетий, часто встречаются они на полотнах Джотто, Караваджо, Рубенса, Рембрандта и других художников, которые писали интерьеры с ними. Согласно австрийскому искусствоведу А. Ригль, «специфический цвет армянских ковров, которые были сначала завезены в Италию, а впоследствии и в Голландию, влиял на цвет всей европейской живописи».
Известный фантаст Рей Бредбери в рассказе «Земляничное окошко» упоминает армянский ковёр среди домашних вещей, которые перечисляют герои рассказа, тоскующие по дому
Армянские художники часто изображают армянские ковры на своих полотнах. Особую атмосферу создает присутствие ковра на полотне С. М. Агаджаняна. Колоритны натюрморты с коврами Л. А. Бажбеук-Меликян.

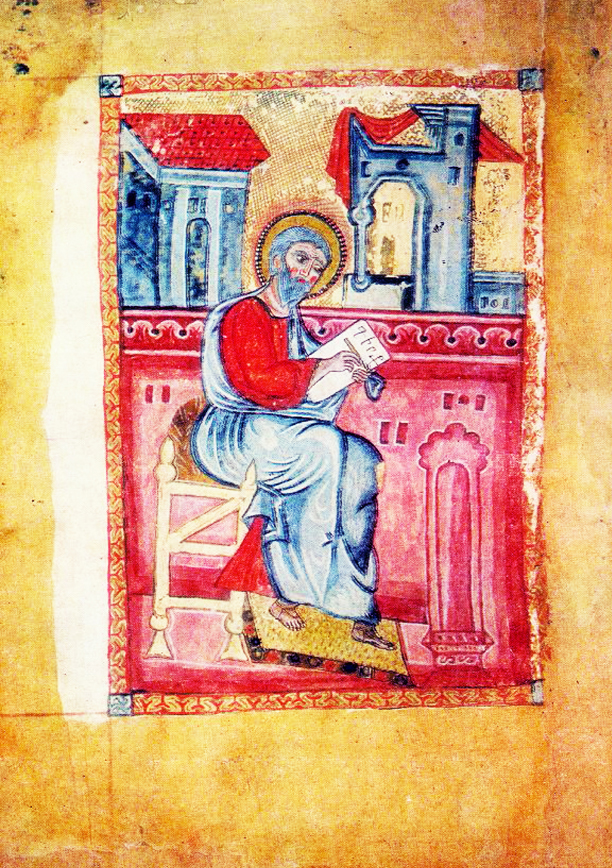
Евангелист Матфей, миниатюра 1378 года, художник Григор Татеваци
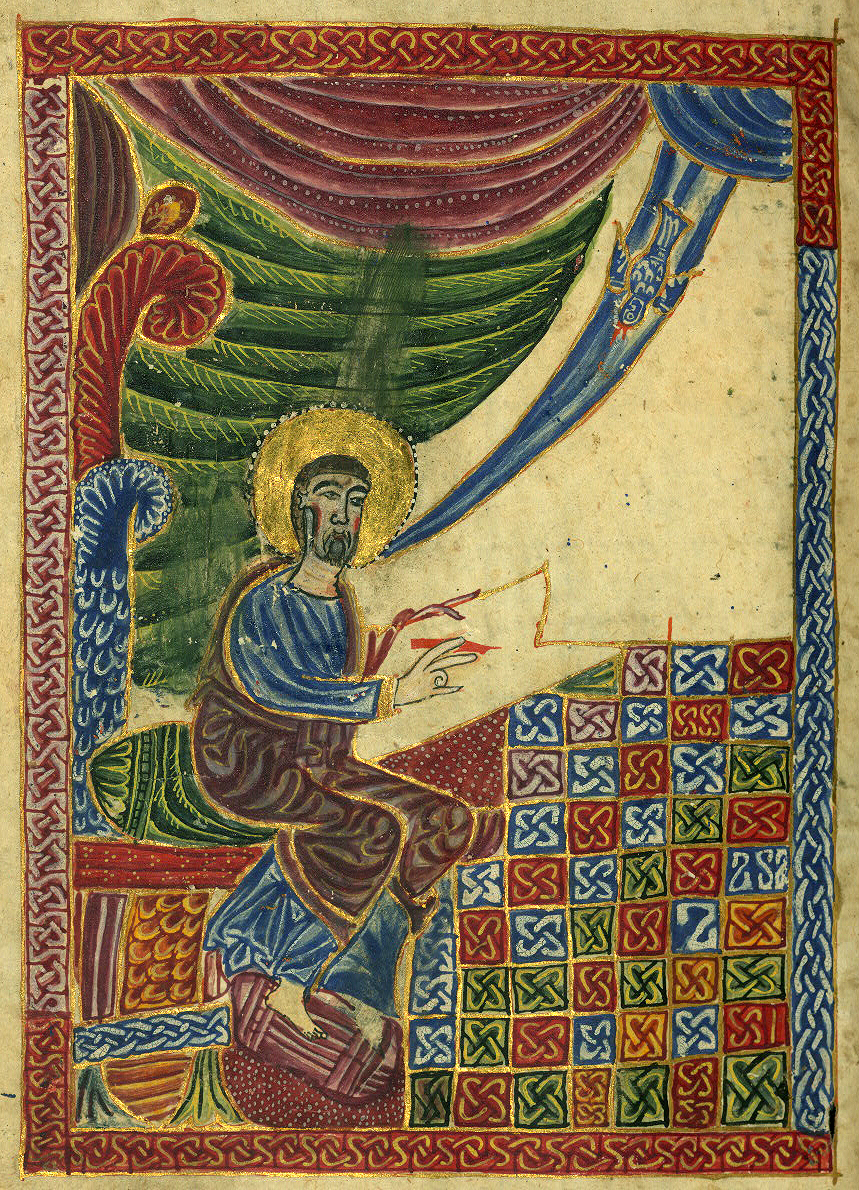
Евангелист Лука, миниатюра 1475 года
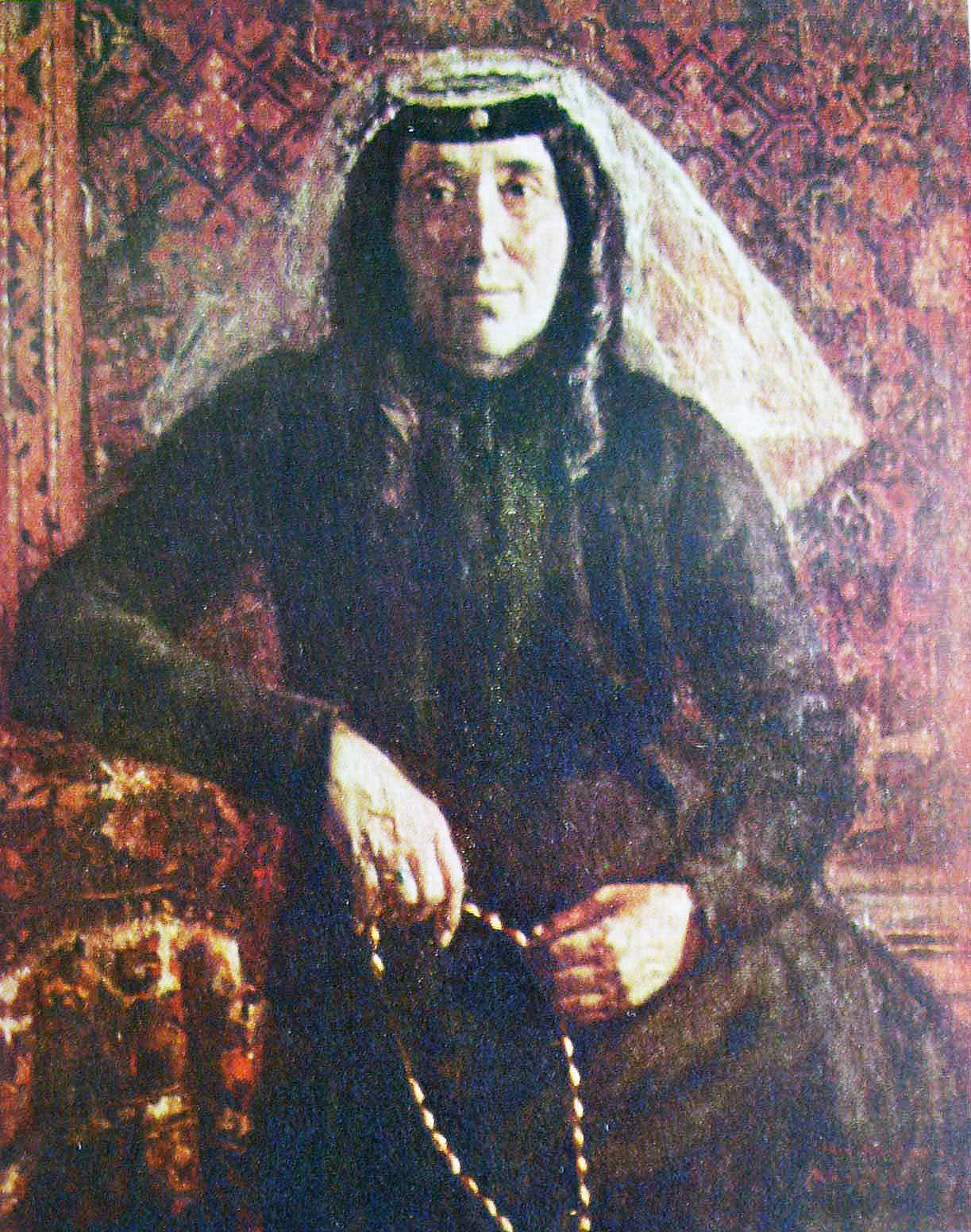
«Портрет матери», Шуша, Карабах, 1900  г. Художник  С.  М.  Агаджанян.
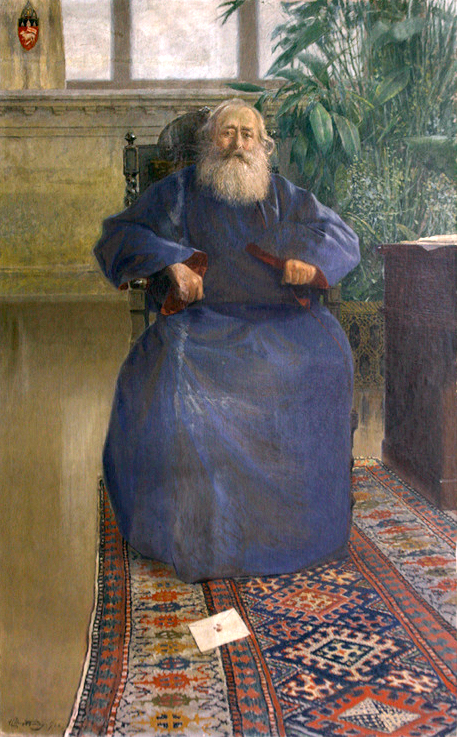
Вардгес Суренянц, «Портрет Мкртича Хримяна», 1909 год

## Техника армянского ковра

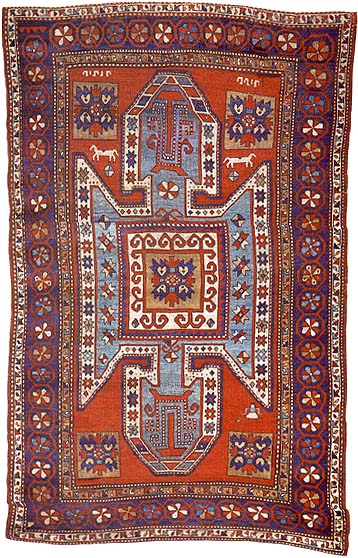
Армянский ковёр из города Севан с надписью «Армин Сина». конец XIX века

Изначально распространенным видом настила в Армении были рогожа и циновка, которые плели из молодого тростника, гибких трав. По технике выделки они ничем не отличались от паласов, вытканных шерстяными и льняными нитками. Переход от одноцветного полотна рогожного переплетения к полосатому паласу, когда весь одноцветный фон покрывался чередующимися в определённом ритме полосами того или иного цвета (где краска натуральна) широкой или узкой вязки, был продиктован желанием оживить простейшими образцами геометрического орнамента эти ритмические полосы, как это наблюдалось в других видах прикладного искусства.
Первоначально сплошное полотно натурального цвета стали периодически покрывать вертикальными черточками, зигзагообразными линиями. Именно вертикальная линия рисунка создает дотоле неизвестную в ковроделии новую технику ткачества. Так были заложены основы вязки карпета. Пересечение прерывающей горизонтальную нить основы и зубчатую нить утка черточки сделало возможным появление на гладкой поверхности различных законченных геометрических фигур: треугольника, четырёхугольника, креста, окружности, ромба, звездчатых многоугольников.
С широким применением пряжи различных цветовых оттенков появляются вписанные друг в друга фигуры, «объёмы», уже известные в прикладном искусстве мотивы узоров, но в новой интерпретации или в новом прочтении. Таким образом, карпет постепенно становится сложным по композиции и исполнению произведением, отличающимся тематическим разнообразием, определённой системой идей и узоров. Существенное различие между паласом, джеджимом и карпетом объясняется техникой их вязки. Горизонтальная линия рисунка ритмически изменяет направление вверх и вниз и вводит в вязку вертикальный узор. Нити утка не сцеплены между собой, и поэтому на границах рисунка образуются просветы - элемент, который при вязке ковра отсутствует. Новая фактура зависела от техники вязания, новаторства мастеров, обусловленной необходимостью разнообразить продукцию. Новизны добивались как изменением цветовых сочетаний, так и изменением самой технологии вязания. Многообразие армянских карпетов и их совершенствование в течение времени позволяют увидеть тот переходный момент, когда в технику вязания паласа-карпета вносится одно очень существенное изменение, положившее начало зарождению новой техники-ковроткачеству. Хоть вязка карпета и позволяет создавать разнообразные сложные узоры, композиции, но вследствие этого вся поверхность испещряется вертикальными короткими или длинными просветами. Это в значительной степени снижает прочность вязки, монолитность ткани, что отличает паласы и джеджимы. Кроме того, техника вязки карпета не позволяют получать полоски, круги, зигзагообразные и вертикальные линии и полосы. Стремясь избежать этих характерных недостатков, вязальщики карпетов, в одном случае, изобрели технику тканья ковров, в другом случае- вышивки. В их основе лежит техника полотняного переплетения. При создании ковра на вертикальную каркасную нить завязываются ворсовые узлы пряжи, где на лицевую сторону выводятся два его конца, а при вышивке на канве делаются узоры. Таким образом, существенное отличие между паласом, карпетом, вышивкой и ковром заключается в том, что узоры на ковре делаются исключительно с помощью узлов. Вследствие этого они получили название узелковых ковров или узелковых карпетов.

Типы армянских ковров
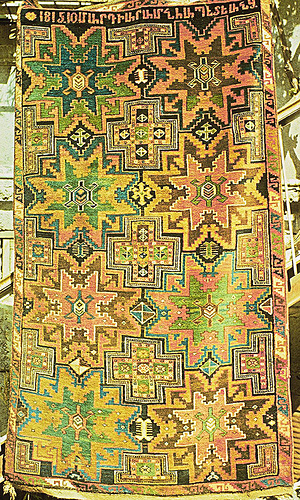
Ковёр «Звезды и кресты» 1815 года, Ереван
Ковёр середины XIX века. Ереванская школа. музей Армении

Ковроделием в Армении преимущественно занимались женщины. Не было ни одной деревни или города, где в огромном количестве не ткали бы джеджимы, паласы, кошму, покрывала, скатерти, занавеси, мешки (кули), попоны для лошадей (ткали до 1930—1940-х годов в сельских местностях, многие образцы в настоящее время хранятся в Государственном историческом музее Армении); и, наконец, карпеты и ковры. Это ремесло прочно вошло в быт народа, так как оно стало насущной потребностью каждой семьи. Карпеты и ковры в обязательном порядке входили в приданое армянских девушек: они с юных лет начинали ткать ковры и карпеты для своего приданого.
Для изготовления ковров использовались вертикальный и горизонтальный ковровые станки различных размеров. Величина готового ковра, который намеревались изготовить, определяла величину станка. Для изготовления небольших ковровых изделий использовались небольшие переносные станки. А для создания больших ковров использовались стационарные станки значительных размеров. Для изготовления больших ковров требовалось приложение больших физических усилий, особенно при прибивании утка. Узоры создавались по памяти, руководствуясь опытом, передаваемым от матери к дочери во время совместной работы. Характерной особенностью армянского ковроделия является применение специфического вида вязки, особых узлов и высоты ворса. Особое внимание обращали на ровность и прочность боковых краёв, длина ковров доходила до шести метров.
Подготовка шерсти для ковроделия была довольно сложной. Шерсть до десяти раз промывали в проточной воде, чесали на сандерках, пряли на веретёнах или прялках, сматывали, окрашивали, закрепляли краску квасцами, солью и известью, для придания ей блеска ещё и отмачивали в молочной сыворотке. Красили шерсть разными красками природного происхождения. Легендарное место в ряду армянских красителей занимает «вордан кармир» — красная краска, получаемая из корневого червя — кошенили, распространённого в Араратской долине. Она вывозилась в разные страны мира, до сих пор она известна в лексиконе художников как кармин. Из хризоколлы — минерала, являющегося водным силикатом меди, получали голубоватую или синеватую минеральную краску. Синяя армянская краска — арменит/армянский камень (арабск. название «ладжвард») или иначе азурит (водный карбонат меди) описывается Плинием Старшим как «armenium». Геродот упоминает марену — красную «rubia». Растительные краски получали из шафрана, бессмертника, чернильного орешка, зелёной ореховой скорлупы. При крашении все они давали неограниченное число оттенков всех основных цветов и были чрезвычайно стойкими.
Ашхундж Погосян, автор диссертации на тему «Культура ковроткачества армян (историко-этнографическое исследование)» (2003 год), который долгие годы занимается исследованием ковроделия и производства ковров, отмечает общие особенности, характерные для армянских ковров:

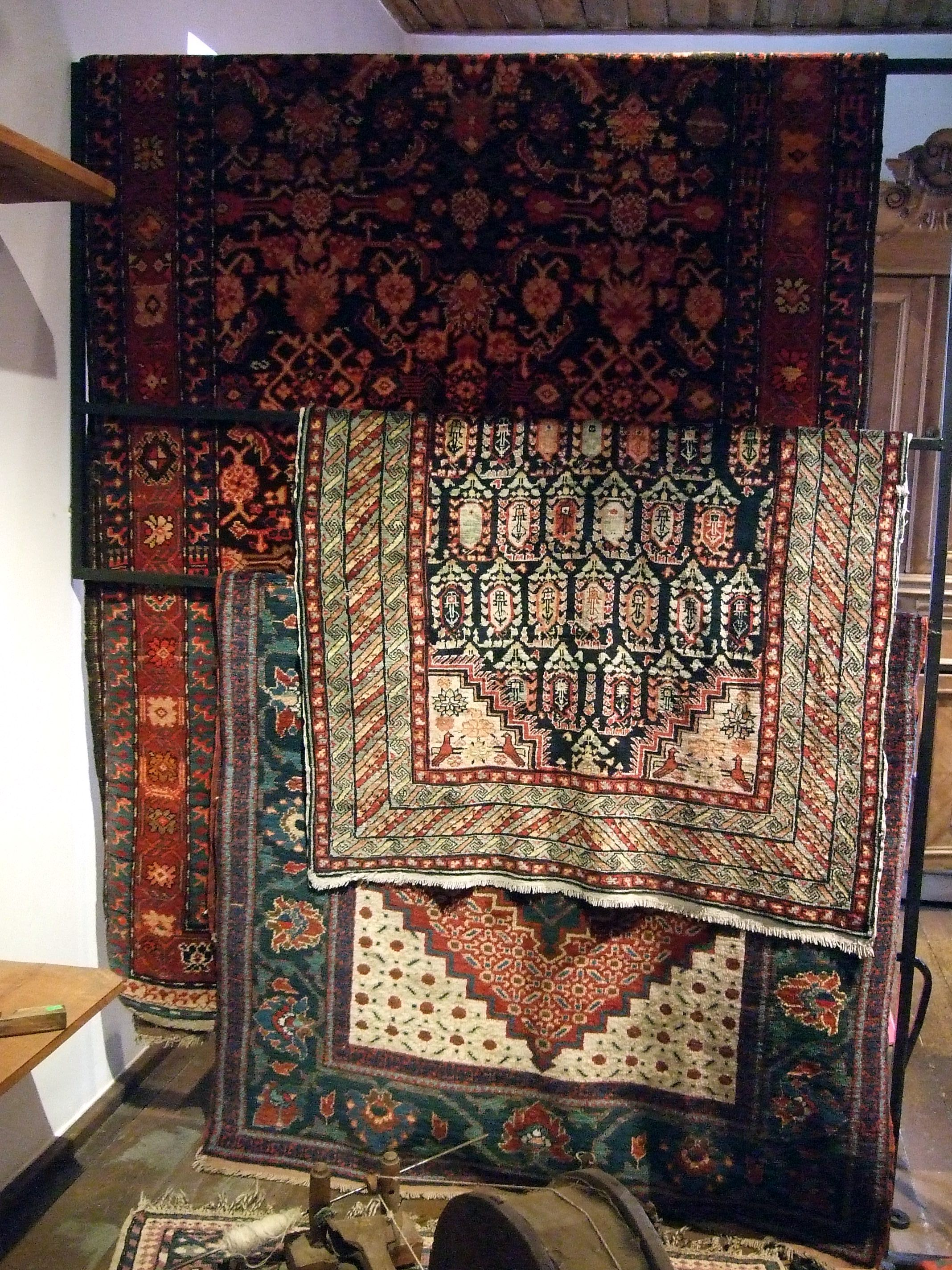
Ковры в Историко-культурном музее Дилижана

Искусство ковроткачества каждого народа имеет свои особенности. Как и повсюду, у нас также есть особенности двух видов — в технологическом процессе ткачества и в орнаментизации ковров. В технологическом смысле преимущество наших ковров заключается в том, что наши мастера с тех времен, как известны армянские ковры, использовали двойной узел.

При изготовлении армянских ковров используется полуторный и двойной узел. Однако в Армении более распространен двойной узел, этот элемент ковроткачества в некоторых районах Ирана его называют «Армани баф», что означает "армянский узел", и генеалогия его насчитывает 2500 лет.
При завязывании такого узла, пряжа обвивает с разных сторон две соседние нити основы, и оба конца пряжи выходят на поверхность ковра рядом. Плетение ковров с использованием двойных узлов более прочное и долговечное.
«Следующая, по сути, самая основная и важная особенность армянских ковров — это их орнаменты»,— продолжает Ашхундж Погосян. «Ни один из орнаментов армянских ковров не является самоцелью: каждый орнамент имеет свой смысл и своё предназначение. Сам ковёр не является обычным предметом быта. Не думаю, что 2000-1000 лет назад все использовали ковры.
Система орнаментизации ковра должна была соответствовать смыслу ковра.
Персидские ковры очень красивы, с прекрасными растительными орнаментами и тонкой вязкой. Однако их не сравнить с армянскими коврами, потому что армянские ковры заключают в себе несравненно огромное количество ритуальных, образных и идейных символов».
Несмотря на то, что ковры скрупулёзно изучаются человеком, все же на сегодняшний день значение большинства узоров не известно. Согласно этнографам весь процесс ткачества — ритуал, имеющий своё символическое значение.
Американский коллекционер, исследователь и эксперт по восточным коврвам Джим Аллен (Jim Allen) высоко оценил значение армянского ковроделия и отметил важную роль, которую сыграли армяне в развитии культуры ковра, и, в особенности, на изготовление ковров в течение веков на Кавказе.
В композициях некоторых ковров важное место занимает орёл, а также крест, являющийся важнейшим элементом орнаментов армянского Средневековья.
На сегодняшний день центрами по производству армянского ковра являются Ереван, Степанаван, Иджеван, Севан, Гюмри, Ехегнадзор, Гавар, Горис, Мартуни; а также районы Нагорного-Карабаха и Зангезура.

## Исследование особенностей армянских ковров
Большинство армянских ковров обычно рассматриваются по государственно-территориальному признаку, как восточные ковры; однако иконография и орнаментика армянских ковров имеет свои особенности, которые были отмечены различными исследователями истории изобразительного искусства. Так, ещё в 1908 году шведский учёный Ф. Р. Мартин в книге «История восточных ковров до 1800 г.», исследовав историю ковроделия, включая армянское ковроделие, пришёл к выводу, что Малая Азия, то есть историческая Армения, восточную часть которого занимает Армянское Нагорье, является родиной «драконовых» ковров.
В названной книге Ф. Р. Мартин впервые опубликовал фотографию редкой красоты ковра с драконовым орнаментом, получившего название «Гоар». Ученый обратил внимание на то, что орнаментика и стиль исполнения этого ковра с тканной надписью на армянском языке и датой совпадают с многими другими коврами с драконовым орнаментом. На основании этого Ф. Р. Мартин и определил армянское происхождение «драконовых» ковров. Армению, как регион происхождения «драконовых ковров», также считают Арменаг Саркисян и историк исламского искусства Ричард Эттингхаузен.
К выводу относительно армянского происхождения многих восточных ковров пришла преподаватель истории искусств из Университета Сан-Франциско Лорен Арнольд, которая в нескольких университетах прочла лекцию о восточных коврах в изобразительном искусстве Возрождения. Так, согласно её мнению, анатолийский ковёр с изображением борьбы дракона с птицей феникс (XV век), хранящийся в Берлинском музее исламского искусства, был соткан армянами из Нахичевана. К такому заключению она пришла, сравнив узор с изображением дракона на этом ковре с мотивами драконов на фасаде флорентийской церкви Сан-Миниато-аль-Монте, которая была посвящена первому флорентийскому великомученику Святому Минасу (Минас, Миниато) (итал. Miniato, арм. Մինաս), который, согласно легенде, был армянским князем и жил в III веке. Также армянским, согласно Лорен Арнольд, является другой ковёр того же периода, получивший название «Марби».
По мнению же The Grove Encyclopedia of Decorative Arts, несмотря на важную роль, которую сыграли армянские ткачи и покупатели в производстве ковров, теории, предполагающие армянское происхождение «драконовых» ковров, не должны рассматриваться.
Среди немногих сохранившихся до наших дней древнейших армянских ковров так называемые «драконовые ковры» — «вишапагорги». Несколько таких ковров XVIII века можно увидеть в музеях Берлина, Лондона, Вены, Будапешта, Стамбула и Каира. Несколько великолепных образцов раннего периода можно увидеть в Музее истории Армении в Ереване и в Музее этнографии Армении в Сардарапате. Для этой группы ковров характерно несколько определённых мотивов, важнейшим из которых является изображение стилизованного дракона, охраняющего Древо Жизни.
В основе многих орнаментов армянских ковров лежат наскальные рисунки. Об этом свидетельствуют результаты сравнительного анализа наскальных изображений и рисунков с геометрическими узорами армянских ковров. В так называемом «змеином ковре» — «оцагорге» (форме ковра, которая часто встречаются среди карабахских ковров), в центре расположена свастика. Из неё вырастают побеги, заканчивающиеся звездами. Восемь извивающихся змей, расположенные вокруг квадрата со знаком свастики, сами образуют разноцветные свастики, при этом вся композиция символизирует мироздание, а восемь змей оберегают его.

Типы армянских ковров
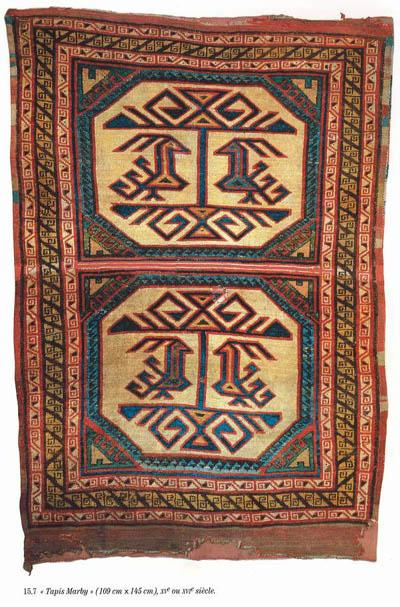
Ковёр «Марби» XV век, названый в честь шведской деревни, в церкви которой был найден. Музей Истории, Стокгольм
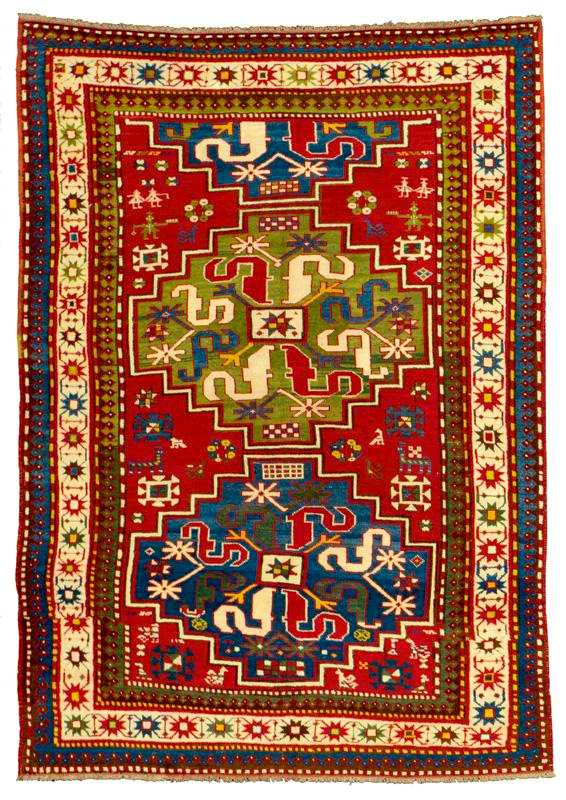
Вишапагорг из Хндзореска, XIX век, Карабах
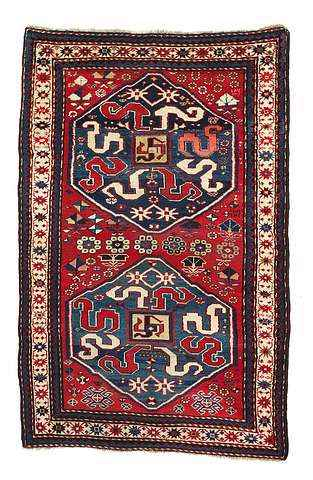
Вишапагорг из Хндзореска, 1892 год, Карабах
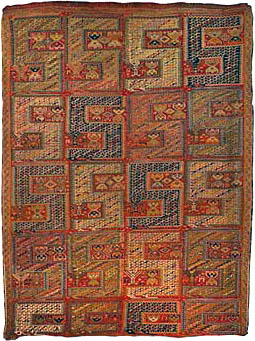
Вишапагорг из Хндзореска, XIX век, Карабах

## Классификация армянских ковров
В зависимости от принципов, лежащих в основе объединения ковров в группы по отличительным характеристикам, существуют различные классификации ковров: по технике исполнения, по основной декоративной структуре и орнаментам, использованию и размеру, по географическому и климатическому фактору, по красителям и другим особенностям.

### Классификация по времени создания

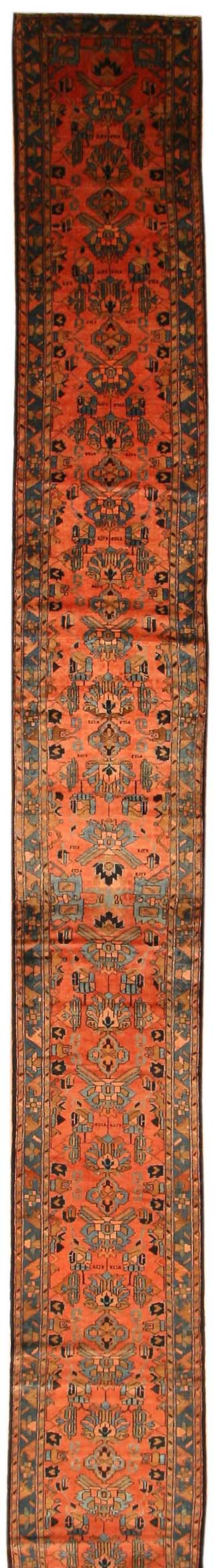
Антикварная ковровая дорожка Лилихан, (0.63 м x 7.35 м)

Старейшим из полностью сохранившихся классических армянских ковров считается арочный ковёр, датирующийся 1202 годом. Он был соткан в селе Бананц, исторического Гардмана, провинция Утик, в районе Гандзака. На ковре изображена трёхарочная абсида, идентичная абсидам многократно встречающимся на армянских миниатюрах в средневековых армянских рукописях. Базы колонн изображают пальмы, олицетворяющие древо жизни. Над капителями парных колонн-кресты, вазы, далее птицы, похожие на голубок-мотивы, которые по мнению искусствоведа В. Темурджяна, символизируют сосуды, в которых хранится мирро. Ковёр имеет характерные три пояска. Широкий внешний пояс унизан четырёхлепестковыми розетками с гирляндами, на другом поясе — традиционные стилизованные узоры лилий. На более узком пояске имеется надпись:
В память Рипсиме от Киракоса Бананеци в году 651 (1202) армянского летоисчисления соткал я этот ковёр.
В поясках ковра расположен наиболее распространённый символ, присущий армянским «драконовым» коврам, знак «S». Эксперт по коврам В. А. Холли считает, что «этот знак свойствен древнейшим коврам». Поле ковра соткано в характерном для классических армянских ковров тёмно-красном цвете. Контуры колонн вытканы светлыми нитками. Фон широкого пояса золотистый, ветки листьев зелёные, розетки через одну желтоватые и красноватые. Красные лилии направлены головками в центр ковра, по краям зелёные.
Из сохранившихся экземпляров армянских ковров выделяются ранние «драконовые ковры» или «вишапагорг», которые датируются XV веком веком. На коврах более раннего периода изображения драконов и борьбы зверей весьма реалистичны, но по прошествии некоторого времени они трансформируются в стилизованные орнаменты.
Стилизованные цветочные узоры в коврах нередко сочетаются с растительными и звериными мотивами. Наиболее интересны «драконовые» ковры, где среди растительных узоров изображены фигуры сказочных драконов и других зверей. Это самая древняя группа орнаментов, не имеющая аналогов в искусстве ковроделия — «вишапагорг» (драконовый ковёр). Важным звеном композиции поля ковра является сам «вишап» (дракон) — персонаж армянского фольклора, наделяемый то добрыми, то злыми качествами. Поле ковра заполнено вертикальной композицией, которая своим зеркальным отражением делит ковёр по центру на две равные части. Красочная гамма ковров яркая, но гармоничная, излюбленные цвета — красный, синий, зелёный, жёлтый. Архаичным же «вишапагоргам» свойственно тёмное, почти чёрное основание. Лёгкие жёлтые цвета, голубизна и краснота используются, для того чтобы заставить элементы ковра выделиться ясно на чёрном фоне. Сравнивая композицию архаичных армянских и ковров деревенского изготовления второй половины двадцатого столетия хорошо заметен чрезвычайно стойкий характер основного мотива и цвета. Мотив дракона защищающего Древо Жизни сохранен в современном ковре, хотя он геометрически упрощен и уменьшен в размерах.
Позднее появляются ковры с Древом жизни, в композиции которых выделяются стройные деревья. Важно не путать вишапов с изображениями другого сакрального знака — Мирового древа, которое в армянской традиции называется Древом жизни, сакрального центра мира. Мировое древо довольно распространенный сюжет в религиях разных народов: священный ясень у викингов, символ дуба у славян, мировое древо у вавилонян, ассирийцев и минора иудеев. На армянских коврах есть также множество других символов и орнаментов. Некоторые изображения эпизодичны, то есть могут «рассказать» об определённых событиях, которые имели место в прошлом — сцены охоты, сражения.
В XVII веке возникает растительно-геометрический тип ковров, центральная розетка которых украшается беспокойным и пышным растительным декором, а по свободным полям ткутся стилизованные плавающие утки, птицы со сложенными крыльями, кони.
Ковры с «восьмигранниками», также относящиеся к растительно-геометрическому типу, характерны для XVIII века. «Драконьи ковры» сменились паласами с цветочным узором, причём некоторые достигали 6 или даже 8 метров в длину. Эти узоры носили восходящий характер или были скомпонованы в виде ромбов вокруг центральной точки. В XVIII веке появилось новое направление орнаменты, растительные и животные, были стилизованы таким образом, чтобы создавалось впечатление абстрактной картины. Много внимания было уделено усилению декоративности ор-миментальной каймы, которая стала изобиловать трилистниками, листьями, цветами, усиками и прочими узорами. На старых коврах встречается красивая кайма в виде гирлянды из музыкальных инструментов, похожих на лиры.
Современные ковры-«казаки» различают по крупному смелому рисунку и единообразию цвета. Плотное плетение в сочетании с высоким ворсом обеспечивает малый износ и долговечность изделия. Основа делается из шерсти натурального цвета, обычно в три нитки. Уток шерстяной, или натурального серого цвета, или окрашенный в красное. Две нити утка обычно вводятся после каждого ряда узелков. Концы могут завершаться несколькими способами. Как объясняет Шурманн, начало ковра образует петля, так что свободные концы нитей не обрезают, но протягивают обратно к другому концу. Это делается путём наложения палки-валика поперек нитей основы, причём петля обвивается вокруг неё. Когда ковёр соткан, эту палку убирают, оставляя на конце петли. На противоположном крае в это время свободные концы либо завязывают узлами, либо выкладывают косичкой параллельно утку. Часто у этих ковров бахрома отсутствует, но у ковров-келимов, тканных с утком и основой, но без ворса, 2— 3 сантиметра подворачивают и подшивают к тыльной стороне ковра.
Длина ворса зависит от района, где был выткан ковёр. Чем выше в горах живут ковроделы, тем длиннее ворс, потому что ковёр часто служит сохранению домашнего тепла в зимние холода. Армянские ковры-казаки" имеют среднюю длину ворса от 8 до 12 миллиметров. Обычно эти ковры тяжёлые, с ними трудно управляться, создается впечатление, что ворочаешь неповоротливое тело.
Узоры ковров отражают растительный и животный мир этих районов. Центральное поле армянских ковров орнаментируется в большинстве случаев крупными и мелкими медальонами или же сильно геометризованными условными изображениями фигур животных, птиц, деревьев, цветов и другими элементами, заполняющими все поле ковра.
Согласно классификации, бытующей среди коллекционеров, по времени создания ковры делятся на антикварные (созданные не позднее, чем 100 лет назад) и коллекционые (сотканные не ранее, чем 100 лет назад).

### Классификация армянских ковров по территории изготовления
Традиционно до 1990-х годов все ковры, которые происходили из Закавказья, определялись как кавказские. К кавказским относили все ковры, которые в течение XIX—начала XX веков были произведены на территориях, где в советское время располагались три закавказских республики: Азербайджанская ССР, Армянская ССР и Грузинская ССР. К кавказским коврам также относили и ковры, сотканные в Дагестане.

### Классификация армянских ковров по ковроткацким районам. XX век

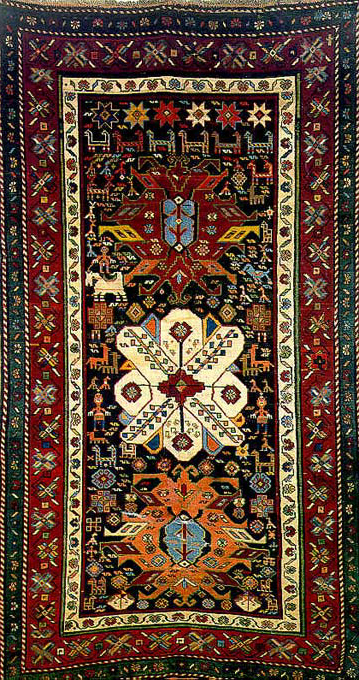
Армянский ковёр XIX века, Ереванская школа ковра

Основными ковроткацкими районами Армении в советский период XX века являлись: Ереванский, Ленинаканский, Степанованский, Иджеванский, Севанский, Баязетский и Зангезурский. Многие ковры носят название по имени мест их выработки. Армянские ковры, сотканные в советский период, изготавливались из шерстяной пряжи аппаратного прядения, которая употребляется для ворса и утка. Для основы главным образом применялась хлопчатобумажная крученая пряжа. Ворсовая пряжа окрашивается растительными и прочными синтетическими красителями.
Одна из ранних классификаций армянских ковров была составлена М. Д. Исаевым и представлена в книге «Ковровое производство Закавказья», изданной в 1932 году в Тбилиси. Среди закавказских ковров с тонким и коротким ворсом он выделил армянские ковры типа «Ширван», которые ткали в армянских селах района Карамарья, Кирк, Калагья и Уштал. М. Д. Исаев отметил, что производство в Армении было реорганизовано так, чтобы производить ковры из более тонкой пряжи и с низким ворсом. На территории Армении он выделил следующие ковроткацкие районы: Лорийский с селами Ардви, Берд, Леджан, Дсег; Памбкский с селами Шог, Узунлар, Ахпат и Дсег; Иджевано-Шамшадинский с городом Иджеван и сёлами Верин Агдан, Аштарак, Севкар, Джархеч, Таузкала, Арданиш, Джил, Агбулаг, а также села вдоль Каракоюнского ущелья — Чайкенд, Гелкенд; Зангезурский с селами Диг, Хндзорецк, город Горис, в также села рядом с Охчи-чай в Кафанском районе и село Брнакот в Сисианском районе; Даралагский; Басаргечарский;
Ленинаканский.
Большее распространение получила классификация армянских ковров Закавказья, предложенная М. Тер-Микаелян. Согласно этой классификации по району изготовления, ковры, сотканные армянами Закавказья в первой четверти XX века, делились на семь подгрупп.
Как пишет Н. Степанян, к первой четверти XX века ковры прежде всего ткались в восточных районах Армянской ССР. На севере располагались два ковроткацких района. Во-первых, Лорийский, включая центры в селах Ардви, Берд, Леджан, Агарак, Урут и Чочкан, и во-вторых, Памбак, включая центры в селах Шнох, Ахпат, Узунлар, Дсех и Шагали. Между озером Севан и границей с Азербайджанской ССР располагались три ковроткацких района. Во-первых, Иджеван, включая центры в городе Иджеван, Агдан, Хаштарак, Севкар, Узунтала, Джахач и Ачаджур, во-вторых, Шамшадин, включая Тузкала, Чинчин и Навур, и в-третьих, Севан, включая центры в селах Чайкен, Гелкенд, Тахлуджа и Агбулах. К югу располагался район Даралагяз с центрами в селах Басаргечар, Агруджа, Мазра, Ярпузлу и Кейти. И седьмой район — Зангезур с центрами в городе Горис и селах Хндзореск и Диг.

#### Ковры типа Иджеван
Эти ковры созданы на основе изучения орнаментов армянских миниатюр; их художественные достоинства пользуются широкой известностью. Основным мотивом типичного армянского ковра является цветок лотоса, данный в продольном разрезе и с развернутыми лепестками. Более крупные цветочные формы расположены по средней вертикальной оси ковра, а более мелкие — по бокам. От этих цветочных форм в диагональных направлениях отходят зубчатые листообразные фигуры, разделяющие поле ковра на отдельные ячейки, в которых помещены геометризованные изображения домашних животных и диких зверей.
Листообразные фигуры и фигуры животных заполнены рисунком стеблей и мелкими бутонами, листьями и цветочными розетками.
Фон центрального поля — мареново-красный, гранатово-красный, розовый, зелёный, светло-голубой, синий и белый.
Бордюр, окаймляющий центральное поле, в большинстве случаев состоит из ведущей широкой каймы и двух сопровождающих кайм, отделенных от ведущей каймы узкими узорчатыми полосками. Орнамент ведущей каймы состоит из цветов в продольном разрезе, листьев и бутонов, как бы нанизанных на один общий, идущий кругом всей каймы стебель.
Сопровождающие каймы заполнены непрерывным гребенчатым орнаментом, разнообразными мелкими цветочными розетками, треугольными и квадратными фигурами и имеют более темную расцветку.
Фон ведущей каймы — кремовый или красный, в зависимости от цветового тона центрального поля ковра.
Гамма цветов — та же, что в центральном поле.
Центральное поле ковра типа «Иджеван» заполнено удлиненным медальоном шестиугольной формы со ступенчатыми краями. На синем фоне медальона расположен растительный орнамент из крупных цветов лотоса, изогнутых зубчатых листьев и мелких цветочных форм. Медальон окружен широким бордюром ярко-красного цвета с тёмно-красным рисунком по нему.
Гамма цветов центрального поля — синий, ярко-красный, бордо, тёмно-красный, розовый, золотисто-жёлтый, зелёный, белый. Бордюр ковра типа «Иджеван» состоит из ведущей широкой каймы и двух более узких сопровождающих кайм, разделенных узорчатыми полосками.
Орнамент ведущей каймы на синем фоне подобен орнаменту центрального медальона и составлен из таких же цветов лотоса и изогнутых зубчатых листьев.
Сопровождающие каймы на светлом фоне имеют рисунок из четырёхлепестковых цветовых розеток, соединённых стеблями и данных в волнообразном движении. Цветовая гамма бордюра — та же, что и центрального поля. Примерное соотношение ширины бордюра данной группы ковров к ширине ковра 1:3, 1:4.
Ширина паласной части в каждом конце ковра 3-4 сантиметра. Длина бахромы 6-10 сантиметров. Плотность ковров этой группы 160—250 узлов на 1 квадратном дециметре, высота ворса 4-6 миллиметров. Размеры ковров 2-10 квадратных метров.

#### Армянские ковры из других районов Закавказья
Менее популярный по сравнению с другими типами армянского ковра, в основном ткался в армянонаселенных ткацких селениях (Кирк, Калагья, Уштал и др) района Ширван Азербайджана.
Центральное поле ковра орнаментировано геометризованными фигурами, основу которых составляют образцы животного и растительного мира. В других случаях оно орнаментировано квадратными или уступчатыми медальонами. В медальон нередко вписывается ромб с крючкообразным орнаментом, а в ромб — звезда-розетка. Все поле заполнено мелкими ромбовидными фигурами, составленными из Т-образных форм, и цветочными розетками. Ковры часто имеют христианские крестообразные мотивы, множество армянских ковров этого типа подписаны и содержат надписи на армянском языке.
Фон центрального поля ковров типа «Ширван» в основном бывает мареново-красный, тёмно-синий и голубой.
Бордюр ковра, окаймляющий центральное поле, состоит из широкой ведущей каймы и более узких сопровождающих кайм.
Орнамент бордюра состоит большей частью из геометризованных розеток и линейных форм. Цветовая гамма ковра — мареново-красный, розовый, золотисто-жёлтый, зелёный, голубой, синий, белый и чёрный. Примерное соотношение ширины бордюра к ширине ковра 1:3, 1:4. Ширина паласной части в каждом конце ковра 3-4 сантиметра. Длина бахромы 6-10 сантиметров. Высота ворса 4-6 миллиметра. Плотность ковров этой группы 160—250 узлов на 1 квадратном дециметре. Размеры ковров 2-2,5 квадратных метра.
Ковры типа «Гандзак» и «Казак» отличаются своеобразием композиционного построения. Центральное поле этих ковров орнаментировано двумя-тремя крупными медальонами. Часто медальоны имеют двойной контур, обведенный крючкообразным орнаментом. Фон центрального поля заполнен вытянутыми шестиугольниками, звездообразными, круглыми и многоугольными розетками, геометризованными растительным орнаментом.
Фон центрального поля в основном — тёмно-красный, синий, золотисто-жёлтый, белый. Бордюр ковра, обрамляющий центральное поле, состоит из ведущей широкой каймы и сопровождающих её узких кайм.
Орнамент ведущей каймы составлен из так называемых «бараньих рогов», геометризованных розеток и других форм.
Гамма цветов — белый, красный, синий, голубой, зелёный, жёлтый, кремовый и их оттенки.
Примерное соотношение ширины бордюра к ширине ковра составляет 1:4, 1:6.
Ширина паласной части в каждом конце ковра 3-4 сантиметра, плотность ковров типа «Гандзак» и «Казак» 90-140 узлов на 1 квадратном дециметре, высота ворса 6-8 миллиметров. Длина 6-10 сантиметров. Размеры ковров 3,5-4 квадратных метра.
Среди семейства ковров-«казаков» в торговле различают следующие региональные типы.
1. Ламбало. Это название деревни в Гянджинском регионе, где производят ковры с низким ворсом, тонкие и шелковистые на ощупь. Шерсть для них красиво окрашена, рисунок включает в себя геометрические цветы на бордюре. Поле часто вовсе не заполнено орнаментом. По размеру «ламбало» редко превосходят 130 х 210 см.
2. Шулавери. Место в Южной Грузии, где ткут ковры из тонкой шерсти, окрашенной великолепными красителями. Любопытный экземпляр, приведённый в иллюстрациях доктором Шурманном, имеет необычные медальоны, состоящие из множества узких каемок и разноцветных угловых мотивов. Жёлтый узор стана окружает медальоны, напоминающие узоры ранних анатолийских ковров, особенно «ушаков».
3. Ворчало. Этот район на армяно-грузинской границе знаменит своей шелковистой шерстью и смелым рисунком, обычно сплошным узором из встречных шестиугольников, с каймой из трилистника, выполненной белой шерстью на чёрном или коричневом фоне. Иногда узор состоит из восьмиугольных, шарообразных или шестиугольных орнаментов, заполненных крестообразными цветами. Лучшие образцы подобных ковров датируются XIX веком.
4. Горный район Лори-Памбак характеризуется длинноворсовыми «казаками», которых узнают по их смелому впечатляющему рисунку. Массивный центральный медальон часто окружен большим полем основного цвета.
5. В городе Караклис, по линии Еревано-Тбилисской железной дороги, делаются ковры с чёрно-коричневым фоном, украшенные богатым узором, предпочтительно из птиц и цветов.
6. Город Иджеван, к северу от озера Севан, славится изготовлением ковров, подобных лори-памбакским строгостью рисунка и сумрачным колоритом.
7. Из Фахрало, расположенного к западу от Шулавери, пришли неплотно сотканные ковры, часто с узором in многоугольников посередине, окаймленным молитвенными арками (мирабами). У них внешняя кайма из листьев и цветочных чашечек, в то время как гирлянды илизованных тюльпанов окружают центр.
8. Селение Карчахпюр близ озера Севан отличается особенно великолепными большими квадратными «кашками». Для поля используется чудесный зелёный цвет. На ощупь эти ковры шелковистые и сотканы очень плотно. У них часто маленькие квадратики узора заполнены звездочками на светлом поле. Эти квадратики сгруппированы вокруг центрального квадрата или восьмиугольника. На обоих краях коврового поля вытканы молитвенные арки[126][127].

Изготовление ковров типа «казак» сосредоточено к северу и северо-западу от озера Севан.

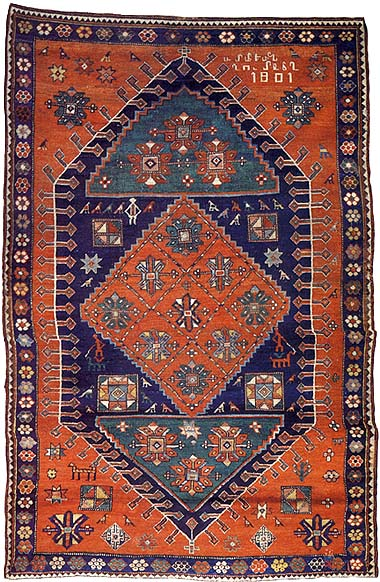
Армянский ковёр Казак 1801 г, с надписью "Атамян Гукас умер в 62 года в 1801 г."
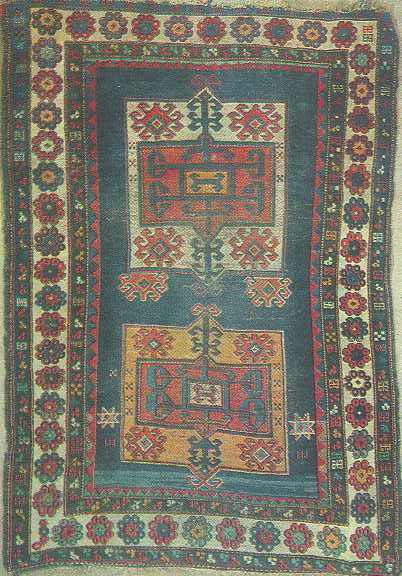
Армянский ковёр из Гянджи, XIX век

#### Ковры типа «Карабах»

##### Ковёр «Гоар»

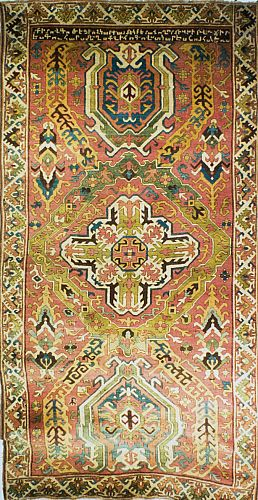
Армянский ковёр из Карабаха «Гоар» с тканной надписью на армянском, 1700 год

Одной из особенностей армянских ковров из Карабаха является наличие на них тканных надписей. Большинство из сохранившихся до наших дней армянских ковров с надписями — карабахские. Самый ранний из сохранившихся армянских ковров Карабаха — знаменитый безворсовый ковёр «Гоар», датируемый 1700 год. В надписи ткачиха ковра называет себя и указывает год завершения работы: 
Я, Гоар, грешная и слабая духом, собственными недавно научившимися руками соткала этот ковёр. Тот, кто прочтет эту надпись, пусть замолвит слово Господу обо мне. В 1149 (1700) г.
. Ковёр «Гоар» был впервые замечен в 1899 г., когда он был выставлен в Лондоне в Музее Виктории и Альберта, где и был сфотографирован. В 1908 г. фотография была опубликована Ф. Р. Мартином (F.R. Martin). Текст на ковре «Гоар» был переведен в 1908 г. лингвистом Норайром де Бизансом. В 1977 г. ковёр «Гоар» был продан на аукционе в Лондоне LeFevre and Partners. В 2004 г. ковёр был вновь продан и находится в частной коллекции.
По мнению Питера Папа, ковёр был предназначен для церкви, прихожанкой которой являлась ткачиха, и вероятно использовался в церемониях в церкви, чем объясняется его исключительно хорошая сохранность..

##### Особенности армянских ковров из Карабаха

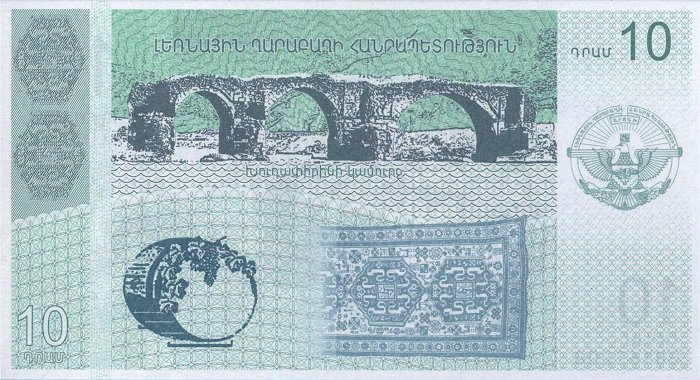
Изображение Армянского ковра Оцагорг и его узоров на Карабахской валюте

Армянские ковры из Карабаха — ковры сотканные армянами. Большинство из сохранившихся армянских ковров из Карабаха содержат надписи на армянском языке. До последних лет при описании армянских ковров типа «Карабах», Карабах указывался как регион в составе Азербайджана. Так, известный коносьер восточных ковров Питер Пап (Peter Pap) при оценке ковра, который он датировал примерно 1880 г., на момент проведения оценки описал как ковёр, ведущий происхождение из Карабаха, являющегося частью Азербайджана. В феврале 2009 г. Питер Пап дополнил текст описания ковра, указав, что «Карабах исторически и культурно отличается от Азербайджана. На сегодняшний день Карабах (или Нагорный Карабах) остается спорным регионом, чьи границы лежат внутри территории Азербайджана, а население которого почти исключительно составляют армяне». Далее Питер Пап пишет: «Карабахские ковры ведут своё наименование прежде всего по географическому местонахождению, где они были сотканы». О ковре, который Питер Пап оценил ранее, он пишет следующее: «Этот пример (ковёр) может считаться армянским ковром, но среди ткачей могли быть представлены и другие этнические группы, так как эти ковры обычно изготовлялись в небольших мастерских в различных деревнях. В этих деревнях могли быть курды и азербайджанские тюрки, конечно мусульмане, также как и армяне-христиане. В конечном счете, сложно определить этническое происхождение отдельного ковра, так как все подобные текстильные изделия в торговле обозначены как „Карабах“».
Армянские ковры из Карабаха, то есть ковры, сотканные армянами из Карабаха (при том, что большинство из них содержит надписи на армянском языке), отличаются тем, что ворс у них плотнее и стежки мельче. Шерсть для основы обычно берется коричневая. «Карабахские ковры разнообразием цветочных мотивов, густо насыщающих центральное поле и бордюр, богатством красочной гаммы рождают образ цветущего сада. На глубокого тона тёмно-синем, тёмно-красном или зелёном фоне центрального поля в спокойном ритме повторяются разноцветные крупные и мелкие цветочные розетки, сплетённые между собой тонкими стеблями». Поскольку этот район находится почти на границе с Персией, орнаменты выдают персидские влияния. Композиции не такие стилизованные и менее геометрические, чем у ковров-«казаков», и обычно используются более размашистые цветочные орнаменты. Кроме кавказских мотивов, часто воспроизводится типично персидский, гератский, узор.
Улрих Шурманн подразделил ковры типа «Карабах» на несколько типов:
1. Ковры из армянского селения Джраберд (Челаберд или иначе Чораберд), которое является малой родиной знаменитых «казаков с орлами», названных так по радиальному рисунку, исходящему из центрального медальона, с выступающими отростками наподобие крыльев и перьев большой птицы. Такие ковры хорошо известны коллекционерам и высоко ценятся.
2. Ковры из армянского селения Хндзореск ((арм. Խնձորեսկ), расположенного в восточной части марза Сюник Армении) — «облачно-полосатые» ковры-«казаки», названные так из-за повторяющихся по всему полю беловатых извилистых мотивов. Средняя часть ковра занята квадратными медальонами, в каждом из которых помещена свастика.
3. Ковры из города Шуша с разнообразными филигранными орнаментами, полными творческой выдумки. Одноцветные поля этих ковров чаще всего карабахского кошенильно-красного цвета, хотя встречаются и ковры с полем цвета слоновой кости. С расчетом на продажу русским офицерам и чиновникам шушинские армяне ткали ковры, медальоны которых заполнены букетами роз. Это подходило к западноевропейской мебели, привозимой на Кавказ русскими и европейскими поселенцами.
4. Ковры из села Горадиз, расположенного на самом юге Карабаха с хлопчатобумажной нитью в утке. У них бывает необычный рисунок: стилизованные скорпионы белого и красного цвета на тёмно-синем фоне, окаймленном хорошо проработанным лиственным бордюром бирюзового и серого цвета на кошенильно-красном фоне.
5. Другие замечательные типы карабахских ковров — это так называемый «лампа-карабахский» или «кара-дех», который несколько напоминает персидские ковры; «хан-Карабах», являющийся в основном молитвенным ковриком; «казим ушаг» с растительными и геометрическими многоцветными узорами, который ткут курды; и ковры «шаник», у которых часто сине-чёрный фон и тонкие стежки[126].

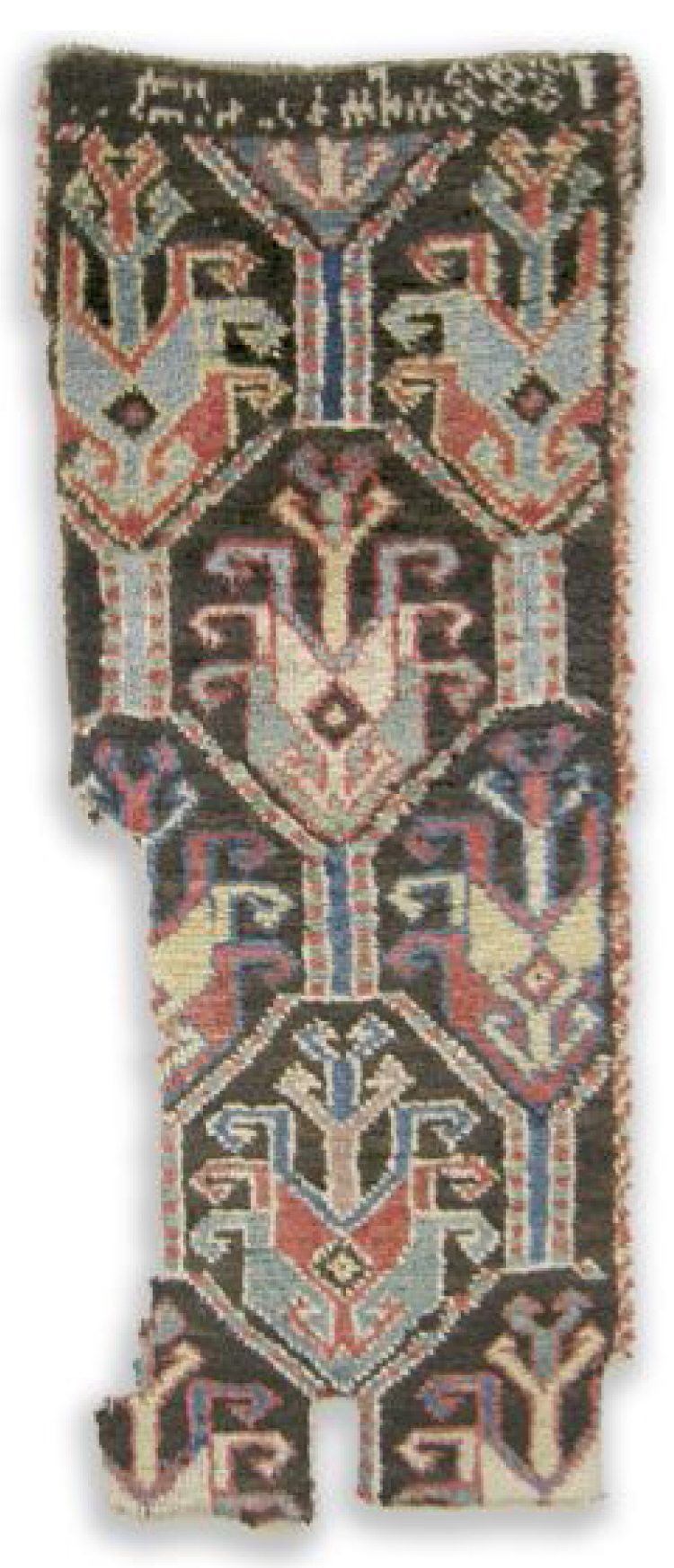
Фрагмент карабахского ковра с надписью на армянском языке и датой, 1888 год

### Классификация армянских ковров по технике исполнения
По технике исполнения все армянские ковры можно разделить на две основные группы: ворсовые и безворсовые. Также армянские ремесленники изготавливали войлочные ковры, но они всегда ценились менее тканных.

#### Классификация безворсовых ковров — карпетовпо технике исполнения

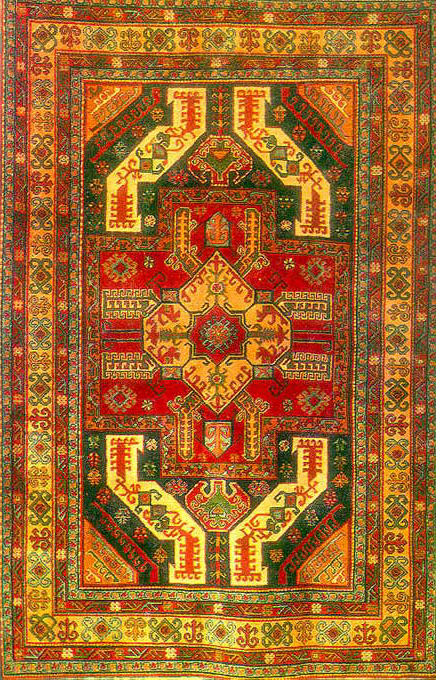
Армянский ковёр из Хндзореска, Сюник, 19 в.

Исходя из технических, орнаментальных, цветовых и многих других особенностей, а также с учётом распространения местных названий и сферы бытавания армянские карпеты классифицируются по семи группам: мезар, джеджим, двусторонний карпет, шулал-карпет, карпет в прямую обкрутку, карпет в косую обкрутку и карпет с частичным ворсом.

##### Простые по технике тканья
- Джеджимы

Самым примитивным и древним способом ткались джеджимы, которые в Васпуракане назывались «тчимтчим». Основа натягивалась на колья параллельно земле на веранде дома или под открытым небом. Основа у джеджима разноцветная, натягивается полосами. Цветные полосы имеют разделительные узенькие полосы в несколько чёрных и белых ниток. Ширина джеджима 40-5- см. Пришивая вытканные полосы друг к другу, получают желаемой ширины покрывало или коврик; под джеджим подкладывают войлок и край джеджима вместе с войлоком подшивается вместе с вытканной лентой в 10 см пёстрым зубчатым узором. Изготавливаются джеджимы из тонкой шерстяной пряжи и из шёлковых нитей. Тёмно-синий и тёмно-коричневый, туго скрученный уток проходит между разноцветными нитями основы, плотно прибивается и в ткани не виден. Джеджимы бывают гладко-полосатые и узорно-полосатые. Узоры рельефно поднимаются над фоном, или же вместе с фотоном составляют ровную поверхность. Среди узоров джеджима много геометрических, зубчатых, ромбовидных, в виде гребешков, звезд, крестов. В джеджиме растительные, птичьи и животные узоры стилизованы и геометризованы. В Матенадаране — Институте древних рукописей им. Маштоца, под переплетами средневековых рукописей обычно расположены прокладки из тканей типа джеджима светлых, нежных тонов.
- Мезар

Из всех карпетных тканей самая простая — мезар. Цветные нити основы мезара, переплетаясь с иного цвета нитями утка, образуют узоры так, что в ткани становятся видны как нити основы, так и нити утка. Для мезара обычно берутся нити натуральной расцветки шерсти — белая, серая, золотисто-коричневая. На нарядных мезарах, предназначенных в приданое девушке, оживляют узоры красными, синими и зелёными нитями. Узоры составляются из квадратов, прямоугольников, полосок и линий, так что получается оригинальнгая игра цветов и узорных форм. Мезары заканчиваются с двух сторон длинной бахромой и плетенными косичками с узелками на онце. Мезары одинаково чисто оформляются и с лицевой стороны и с изнанки.
- Двусторонний карпет

Третий и основной вид карпетов — двусторонний карпет, у которого одноцветные нити основы закрываются нитями утка. Фон у таких карпетов обычно тёмно-красный или же тёмно-синий, на котором располагаются большие медальоны. Эти медальоны в горных районах имеют названия, совпадающие с названиями орнаментов, которые наносятся деревянными формочками на праздничный хлеб: «кркени», «гата», «бахарч». Медальоны на двусторонних карпетах обычно ромбовидные с крючками на краях, реже — шестиугоьные в виде ячеек пчелиных сот, внутри шестиугольника узор составлен из треугольников или ромбов, также имеющих крючки по краям. На противоположных углах ромбов обычно располагаются пары крючков, которые называются «бараньими рогами». Между рогами и внутри ромба обычно расположен крест. В таких карпетах узоры крупные. Поверхность двустороннего карпета покрыта разнообразной композицией, имеющей некоторое сходство с композицией армянских «хачкаров» (каменных крестов или как ещё их называют «крест-камней»). Двусторонний карпет в смысле техники тканья очень легок и доступен и является самым распространенным видом карпетов. Работа над ним облегчается тем, что вначале можно соткать основной узор — медальоны, а затем уже ткать фон. По бокам крупных медальонов расставляются мелкие узоры: восьмиконечные звезды, крестовые узоры, треугольники, абстрагированные фигурки зверей, птиц и людей.
В двусторонних карпетах цветные нити, оформляющие каждый узор, проходят между нитями основы справа налево и возвращаются обратно слева направо, пока не заполнится весь узор. Между узором и фоном, а также между смежными узорами остаются линейные просветы — зазоры. Как считает известный эксперт по армянским коврам Серик Давтян, «в урартских настенных росписях, обнаруженных в различных районах Армянского Нагорья, встречаются мотивы и узоры, сходные с карпетными и ковровыми. Похожа и расцветка: красные и синие цвета, немного охристых, немного белого и тонкая окантовка чёрным. Эта цветовая гамма стойко сохраняется, лишь изредка добавляется какой-либо цвет»
Самые богатые и разнообразные узоры и орнаменты, среди которых много архаичных, сохранились на двусторонних карпетах. В быту эти карпеты имеют различное назначение, с чем связаны их названия. Из карпетной ткани изготовляются дорожные перемётные сумы (хурджины), постельники (мафраши), узорные мешки для соли и зерна, занавесы. Карпеты стелились на пол, ими покрывали тахту и украшали стены. «При всех случаях карпеты, являясь повсеместно бытующим и традиционно декоративным изделием в жизни народа, придавали сугубо национальный характер интерьеру его жилья»

##### Сложные по технике тканья
Остальные группы карпетов отличаются более сложной техникой тканья.
- Шулал

Шулал стелится только лицевой стороной, так как на изнаночную выходят концы рабочих нитей. В Закавказье этот тип карпета называется сумах изили от названия современного города Шемахы. В карпете типа шулал и основа, и уточная нить такие же, как и в двустороннес карпете, но для тканья узора берутся нити мягкие, как для ворса ковра. Ткань шулала напоминает вышивку вперёд иголкой, набором. Как пишет С. Давтян, однако «никакой вышивки поверх карпета не производится, не говоря уж о том, что для покрытия большой поверхности карпета вышивкой потребовался бы огромный и долгий труд. В действительности жа в карпете шулал фон и узоры ткут одновременно. Узоры ткут с помощью палочек, на которые по счёту набирают нити основы. Затем они перекрываются цветной нтиью и в следующем ряду на палочку набирают новое количество нитей, согласно с требованием узора. Для такнья шулала требуется точный счёт нитей и напряжённое внимание при работе. Узоры шулала более мелкие, ромбы его с внешней стороны имеют добавления в виде рогов или клювов. Благодаря мягким нитям, узоры рельефно выделяются над основным фоном карпета. Иногда узоры занимают такое большое местно, что фон как бы является тоже узором более тёмного цвета, объединяющим цветные рельефные медальоны в единую крепко спаянную композицию. В середине ромбов вписываются треугольники, древо жизни, кресты, жуки».
Ввиду плотности ткани карпетов типа шулал из неё изготовляют хурджины, постельники, узорные мешки для соли и зерна, ложкарницы и др.
- Карпеты в обкрутку

При сходстве техники тканья карпеты в обкрутку отличаются друг от друга рядом характерных рпизнаков. В них рабочая нить обвивается вокруг одной или двух нитей основы по всемй ряду. Узорная нить как бы обнимает нить основы своей петлёй: и разноцветная нить узора, и тёмная нить фона одинаково обвивается вокруг нитей основы, так что плотная поверхность карпета повсюду имеет одинаковую высоту. В карпете шулал узорная нить движется вперед прямо и стежками, нити выглядят как бы наложенными на поверхность шулала, при обкрутке же нить движется медленно, обвиваясь при этом вокруг каждой или парной нити основы. При таком способе тканья каждый стежок ложится прямо или косо.
При прямой обкрутке стежки ложатся прямо и в двух рядах ложась друг над другом, образуют крохотные квадратики. При косой обкрутке стежки накладываются косо, при движении справа налево имеют одно направление, при движении слева направо — противоположное. При желании сохранить единое направление стежков по всей поверхности карпета ткут всегда в одном направлении. При прямой обкрутке на изнанке стежки ложатся косо, а при косой прямо.
Ткань карпетов в обкрутку очень плотная, работа над ней трудоёмкая, так как после каждого ряда обкрутки проходит дополнительная нитка утка, прибиваемая колотушкой, но в ткани дополнительная нить утка не видна, как при ворсовом ковре. На изготовление карпетов в обкрутку идет столько же шерстяного волокна, сколько на ворсовый ковёр того же размера.
Способом тканья в обкрутку изготовляли ковры-постельники, хурджины, конские попоны и покрывала. С первой четверти XX века этот способ стал забываться. Сохранившиеся образцы карпетов в обкрутку глубокого, насыщенного красного или малинового цвета в сочетании с тёмно-синим, тёмно-зелёным, золотистым и бежево-орехово-коричневым.
Особую группу карпетов в косую обкрутку составляют «одзакарпеты» — «змеиные карпеты» (в армянском ковроделии известны средневековые «вишапагорги» — «драконовые ковры с ворсом»).
- Карпеты с частичным ворсом

В армянском ковроделии известны карпеты с частичным ворсом, когда на ровной поверхности двустороннего карпета в некоторых частях выткан ворсовый узор, при этом нити ворса или разрезаются, как при тканье ворсового ковра, или весят петлями, как при тканье махровых тканей. Узоры на гладком фоне выступают как редьефный разноцветный ковровый узор.
На основании анализа техники тканья армянских карпетов С. Давтян предположила, что джеджимы и мезары являются переходом от тканей к карпетам, а карпеты с частичным ворсом — переходом от безворсового карпета к ворсовому ковру.

### Классификация армянских ковров по предназначению

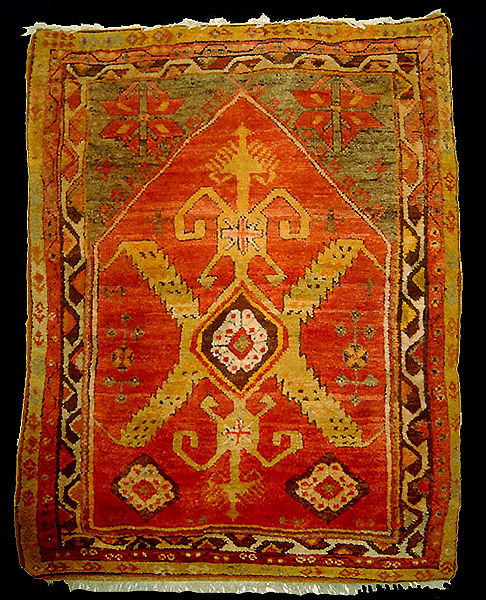
Ковёр XVIII века с церковными крестами, музей Филадельфии

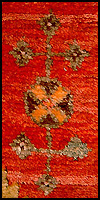
Фрагмент ковра с крестами

По предназначению армянские ковровые изделия делятся на ковры, которые вешались на стены, стелились на пол, использовались, как завесы в храмах, в дверных проемах, а также как сумки и седла, элементы национального костюма и в других целях.
Издревле считалось, что, висевший на стене в доме ковёр с сакральными знаками, защищал семью, даровал успех и благоденствие. Разумеется, что такие ковры не стелились на пол или на стол. Напольные ковры и ковры-скатерти, хотя и могли иметь некоторые защитные и удачливые знаки, но не имели символов Бога, предков, света и т. п., поскольку по таким символам ходить или есть с них было бы святотатством. Ковры вешались не на всякую стену, а на «главную», на которую в древности вешалось также оружие, а позже — портреты и фотографии предков.
Ковры широко использовались в качестве убранства армянских церквей, а также их применяли во время богослужений для оформления алтарей. Леонард Хелфготт (Leonard Helfgott) приводит свидетельство Роберта Мэрдока Смита (Robert Murdoch Smith), который в 1873-1883 годах по поручению Лондонского Музея Виктории и Альберта собирал в Иране произведения искусства для пополнения коллекции музея. Р. М. Смит писал, что как-то при осмотре армянского Собора Св. Всеспасителя в Новой Джульфе (в окрестностях современного Исфахана) под современными коврами он увидел старинные ковры, возраст которых, по свидетельству монахов, был равен возрасту церкви, построенной в 1603-1605 годах. Понимая высокую ценность этих ковров, Роберт Смит несколько раз пытался начать разговор об их приобретении, но ему это так и не удалось. Не желая оскорблять религиозных чувств служителей церкви, Роберт Смит прекратил эти попытки, так как эти ковры воспринимались как священные предметы (sacred objects).

### Классификация на основе наличия или отсутствия надписей

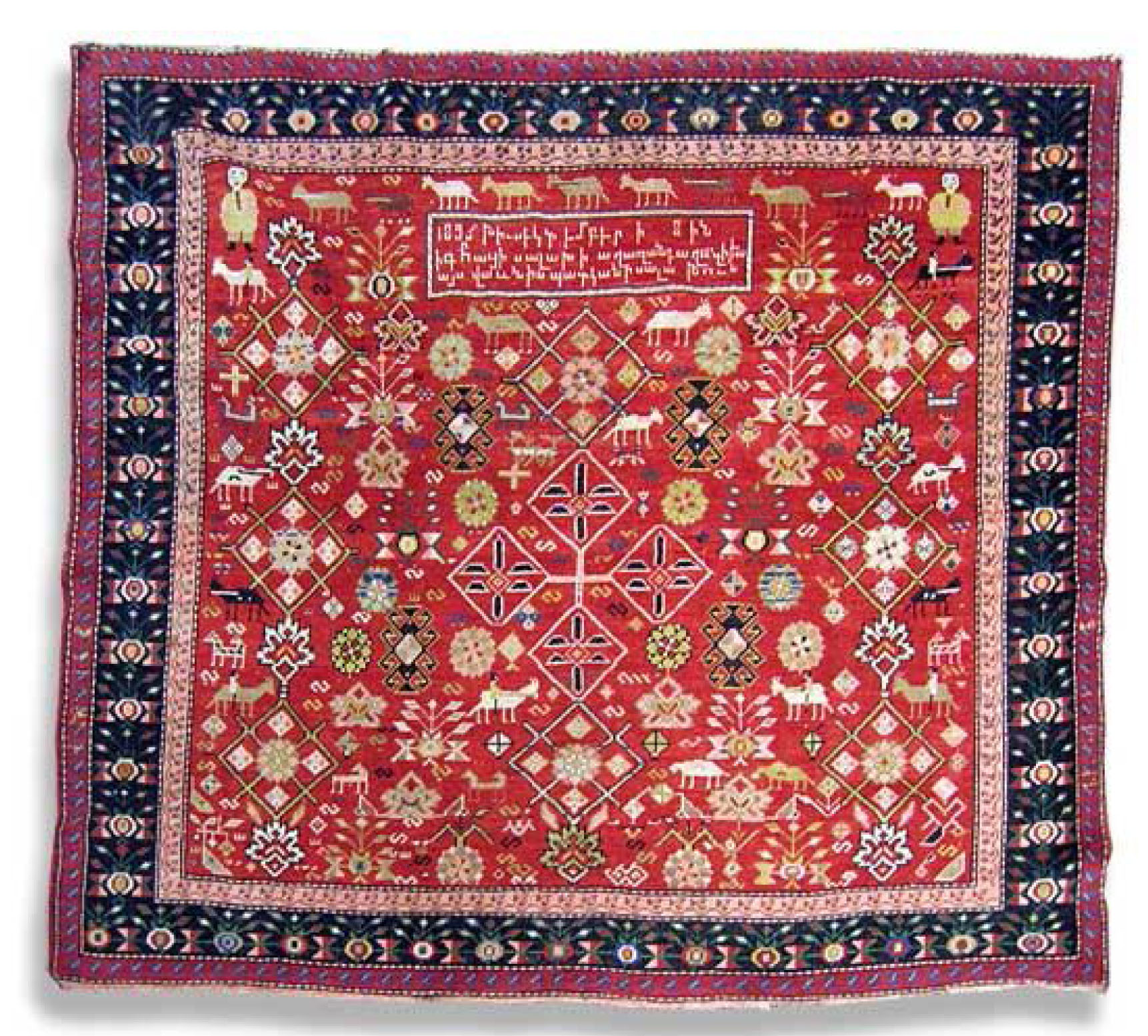
Карабахский ковёр с надписью-завещанием на армянском языке, 1896 г.

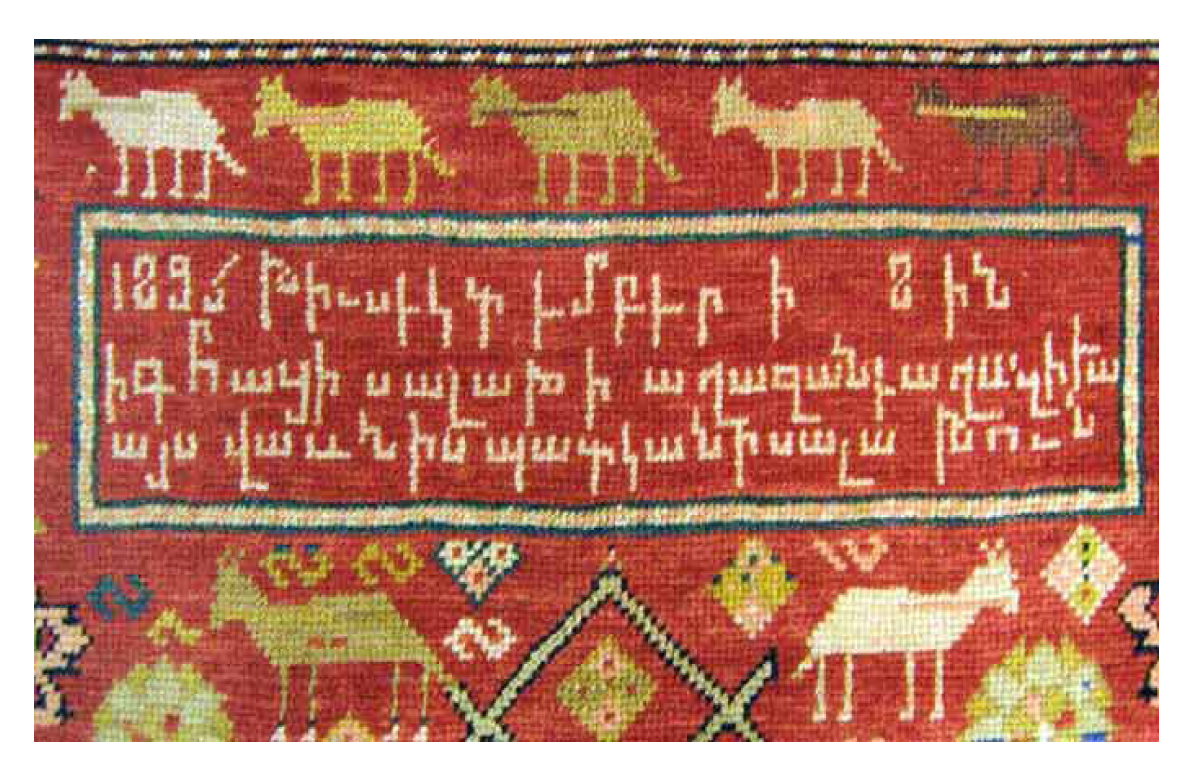
Франгмент карабахского ковра с надписью-завещанием на армянском языке, 1896 г.

Существует довольно многочисленная группа армянских ковров, с тканными надписями на армянском языке, что отличало армянские ковры от ковров, сотканных ковроделами-мусульманами. Предположительно данный тип ковра появился в семнадцатом веке, а самый ранний из сохранившихся ковров с надписью — ковёр, условно названный «Гоар». Датирование ковров и размещение надписей является аномальным согласно исламским традициям, однако для армянина идентифицироваться в огромном мире было делом первостепенным. Надписи ткали непосредственно в центральную часть или по краям ковра. Среди надписей на коврах встречаются: указание даты (часто указанному армянскими буквами согласно армянскому летоисчислению), имена соткавшего ковёр, дарителя или того кому был подарен ковёр. Также с помощью надписей увековечивалась память о каком либо человеке или важное семейное событие, нередкими были ковры надпись которых повторяла молитву. Наличие армянских надписей на коврах значительно облегчает их идентификацию. Долгое время даже считалось, что не существует армянских ковров без таких надписей.
Армянские надписи расположены на типичных анатолийских кожаных heybe, на коврах и килимах, которые несмотря на существование на них армянских надписей идентифицированы, как Ширван, Куба, Сивас, Эреке, Бахтиари, курдские, Шакар Махал, Лилихан и даже фрагмент ковра XVI века, названный Ладик. Однако, по мнению Тома Купера, производством большинства ковров этих типов занимались армяне.
Являясь христианами, армяне иногда включали и до сих пор включают в узор ковра какой-либо религиозный символ, например армянскую букву арм. Տ (Т), означающую арм. ՏԵՐ — Тер, то есть Господь, изображения различного размера крестов, а также короткие фразы из Евангелия.
На некоторых армянских коврах с надписями, которые ткались в подарок, помещались своеобразные «дарственные надписи», свидетельствующие, что такой ковёр — подарок был преподнесен другу, или ковёр был соткан по случаю свадьбы, рождения или в память об умершем.
По мнению профессора арменоведения из Национального института восточных языков и цивилизаций (INALCO), Париж, Франция, Тиграна Куймджяна, включение тканных надписей в поле или обрамление ковров объясняется армянской традицией, которая существует почти во всех видах армянского прикладного искусства. Различного содержания надписи (посвящения или колофоны) можно увидеть на миниатюрах в раннесредневековых армянских манускриптах, на окладах рукописей, на изделиях из дерева или металла, на керамических или текстильных изделиях. Этой традиции особенно строго придерживались армяне, в отличие от других народов Востока.
Вместе с тем, существует довольно много армянских ковров без надписей, так как часто ковры ткались на продажу.

### Классификация на основе орнаментики и орнаментальной композиции

#### Узоры и символы армянских ковров
Орнаментика и стилистика армянских ковров теснейшим образом переплетена с армянской дохристианской верой и, наверное, восходит своими корнями ещё к древнейшим верованиям, когда люди впервые начали изображать символы Бога, защиты, удачи, славы, жертвы, предков и т. п. на своих одеяниях из шкур диких животных. С изобретением ткачества, это все плавно перешло на ткани. Сакральные (божественные, солярные, астральные и другие) символы и орнаменты изображались в равной степени как на одежде, так и на коврах, но все же ковры отличались особой святостью. В основе большинства мотивов армянского орнамента лежат конкретные материальные первопричины — природные и социальные силы. На ранних этапах развития армянского прикладного искусства они имели определённый смысл и практическую значимость, но с течением времени в процессе постепенной переработки орнаменты отошли от своей материальной основы — первоначального вида, становясь основой новых разнообразных орнаментальных украшений. Зарождение и формирование основных мотивов армянского орнаментального искусства своими корнями уходит в языческий период. На начальной стадии в нём преобладали геометрические, растительные, животные и другие узоры и символы (небесные тела, архитектурные строения и др.), столь характерные для орнаментальной культуры и других народов, особенно для коренного населения Древнего Востока.
Наиболее распространенными символами, изображенными на армянских коврах являются символы Бога, который в древнеармянской вере часто отождествлялся со светом, а потом и с солнцем и звездами. Эти символы — крест и крестообразные знаки (включая свастику и многоконечные звезды). Другим распространенным символом является вишап — дракон. Вишап далеко не всегда считается символом зла и злых сил. В армянской дохристианской вере вообще не было понятия абсолютного зла. Вишап воплощал лишь стихию, которая могла быть злой, но могла и оказаться доброй. Есть отдельный подвид армянских ковров — вишапагорг, то есть «драконовые ковры», ковры с изображением драконов. Разумеется, дракон изображался символически — в виде своеобразных многоножек. Основной культовой целью вишапагорга была, вероятнее всего, защита дома и отпугивание злонамеренных сил. Сравнение армянских ковров восемнадцатых и девятнадцатых столетий, армянского книгопечатания, резьбы по камню и другого декоративного-прикладного искусства с «драконовыми коврами» пятнадцатого и шестнадцатого столетия, позволило ученым установить их место изготовления как Армения.

Армянский советский этнограф В. С. Темурджян в книге «Ковроделие в Армении», остающейся до сегодняшнего дня одним из лучших исследований армянского ковроделия, пишет:
Мотивы, отражающие начальные представления: орлов, как символ солнца, дракона, связанного с культом воды, хотя и в качестве орнаментов,до сих пор продолжают существовать, в армянских коврах,  в стиле, характерном  армянскому национальному искусству.
С принятием в 301 г. христианства в Армении декоративно-прикладное искусство сразу обратилось к применению древних узоров-символов и орнаментов. Культовые сооружения, священные сосуды, ковры, занавеси, одеяния священнослужителей, посохи и другие предметы, а также рукописи, в частности Евангелие, Библия, Служебник, Требник и другие, украшались старинными орнаментальными узорами, их переработанными новыми формами и миниатюрами. По мнению коносьера Джима Аллена, «пришло время расширить определение армянских ковров, чтобы включить те изделия, которые имеют символические, технические или географические связи с Арменией или армянами-беженцами и иммигрантами. Я вижу символическую связь между некоторыми кавказскими коврами, содержащими небольшие христианские кресты, мастерски введенными в их дизайн, и их армянским происхождением. Я уверен, что в некоторых областях производства ковров, к примеру в Карабахе, армянские ковроделы часто идентифицировали свою принадлежность к христианской вере и своё армянское происхождение с крошечными христианскими крестами. Также, часто в дизайн включались звезды, животные и человеческие фигурки».
Одной из отличительных особенностей армянских ковров является изображение на них фигур людей различного размера (в полный рост, в фас, профиль). Если на ковре из Южного Кавказа изображены фигурки людей, то более вероятно, что этот ковёр был соткан армянским ткачем, чем консервативным мусульманским сельским жителем.
Джим Аллен предполагает, что следует выделить новый тип армянских ковров, в которых минималистические кресты включены в дизайн ковра. «Минималистический христианский крест — это такой крест, который дополнительным узлом удлинен в сторону к нижней части изделия (началу), метафористически в сторону земли, подобно настоящему кресту. Многие из таких ковров являлись продукцией армянских ковроделов, и их необходимо идентифицировать, внести в каталоги и сохранять»
«В этом контексте существует большое количество кавказских ковров с небольшими крестами из шести узлов, которые иллюстрируют данное предположение. Эти кресты такие маленькие, что только намерения самого ковродела придают им значимость. Нельзя сказать, что все карабахские ковры с крестами из шести узлов являются армянскими, но можно предположить, что большинство из них такими являются». «Недавно Мюррей Эйлэнд опубликовал демографические данные по Кавказским горам конца 19-го века в книге „Пути: Надписанные армянские ковры“. Данные Мюррея показывают, что армян в Карабахе в конце 19-го века было намного больше, чем любой другой группы». Другой формой изображения креста, как символа христианской веры, которую исповедовал ковродел, является включение изображения креста в орнамент звезды, круга и других элементов.

##### Узоры и символы на армянских коврах и произведениях других видов армянского прикладного искусства

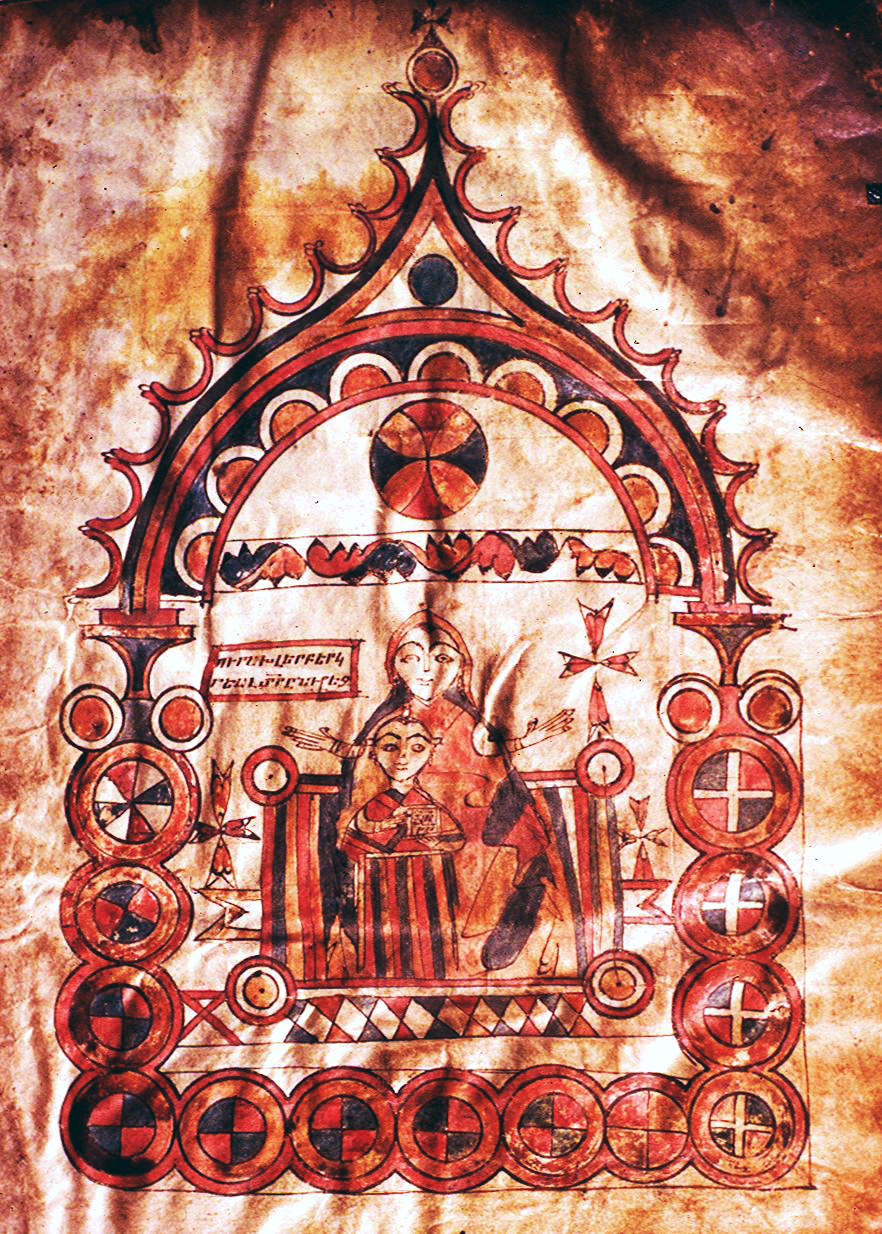
Богоматерь с младенцем. Миниатюра в «Евангелии переводчиков», 966 г. (кресты разной формы и орнамент «крест в окружности» в нижней части миниатюры).
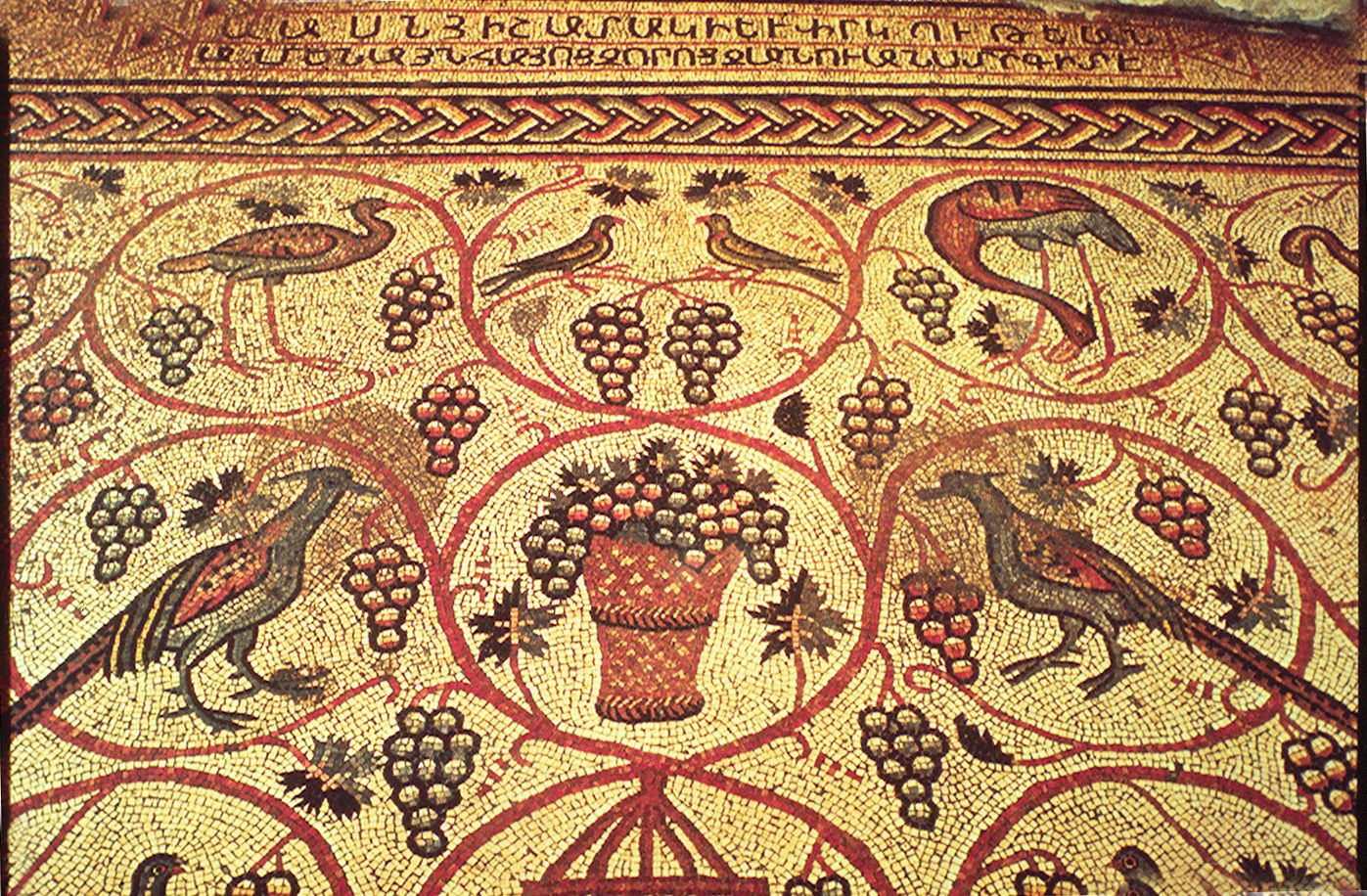
Мозаика в армянской церкви Иерусалима, VII век.
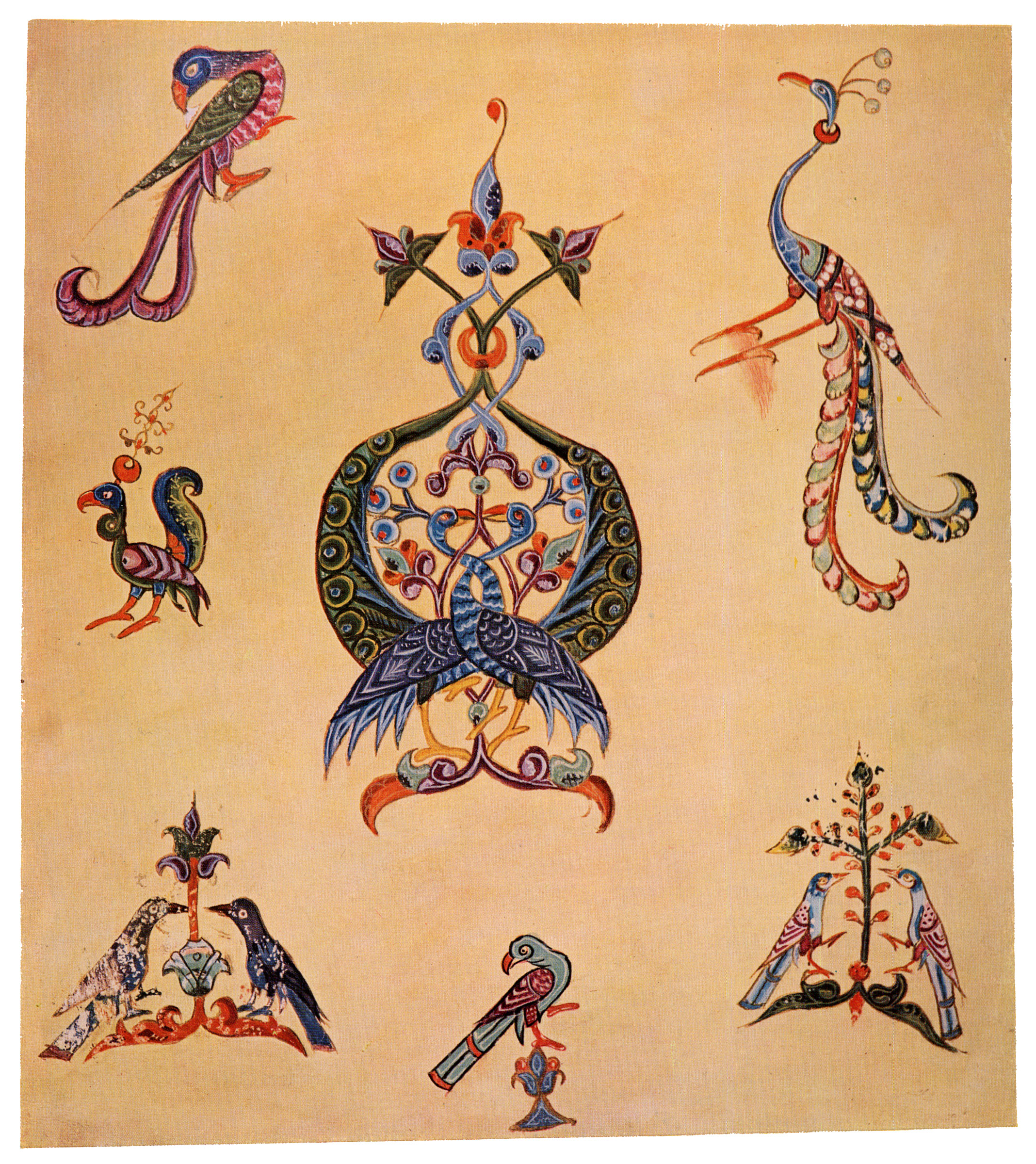
Орнаменты на полях армянской рукописи, 1204 г.
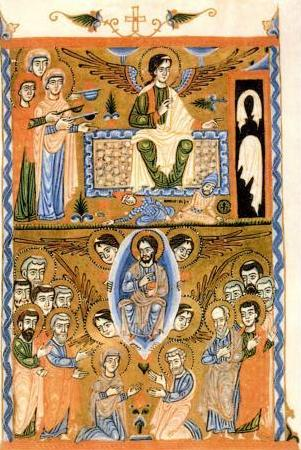
Жёны-мироносицы. Миниатюра в Евангелии XIII века

Для определения принадлежности каждого конкретного ковра к определённой национальной культуре различные исследователи рассматривают ряд признаков, которые характерны для традиций каждого отдельного этноса. Так, по мнению Давида Цицишвили, анализ однотипных образцов, при условии, что они будут расположены в хронологическом порядке, может привести к определённым выводам. Следовательно орнаментальная композиция любого ковра, независимо от того, будет ли он рассмотрен в его целостности или с точки зрения его различных компонентов, должна быть исследована с точки зрения его происхождения. Более того, как считает Д. Цицишвили, желательно найти для каждого типа орнамента аналог в других видах искусства. В случае безворсового или ворсового ковра можно использовать в целях сравнения миниатюры в древних рукописях, декоративную отделку резных памятных стел, серебряные ювелирные украшения, вышивку или текстиль, эволюция которых может быть отслежена в течение длительного времени с X по XVI век. В заключение, следует рассчитать частоту, с которой каждый тип коврового узора воспроизводился в той или иной местности, что часто трудно выполнить.
Следующие далее две классификации на основе орнаментики и орнаментальной композиции, характерных для армянских ковров (безворсовых и ворсовых) разработаны главным экспертом Управления охраны культурных ценностей Республики Армения и заведующим Отделом художественного текстиля Государственного музея этнографии Республики Армения Ашхунджем Погосяным.

## Армянские ковры в коллекциях музеев и частных лиц

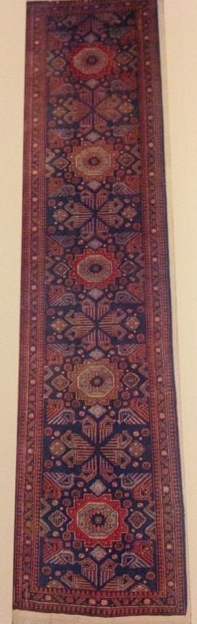
Ковёр «Арцвапар» как дань армянскому танцу орла.

Армянские ковры хранятся и выставляются как в известных музеях, так и в частных коллекциях.

Метрополитен-музей в Нью-Йорке приобрёл ковёр XVI века. Армянские ковры также хранятся в коллекциях Будапештского музея прикладного искусства, Лондонского музея текстиля. Среди частных коллекций: Bode and Williams collections, Классические образцы ковров хранятся в Государственном историческом музее Армении, в этнографическом музее. В Венском художественно-промышленном музее хранится армянский ковер 1202 года, на котором присутствует армянская надпись. В Стамбульском музее хранятся три украшенных стилизованным растительным орнаментом армянских ковра XIII, XIV и XVII веков. В Лондонском музее Виктории и Альберта хранится ценный средневековый армянский ковер, на котором имеется: дата-1680 год и имя ткачихи Гоар. От последнего ковер получил свое название. Надпись на ковре гласит: 
Гоар грешная и слаба духом с едва созревшими руками выткала этот ковер, и тот кто прочтет ее имя, пусть попросит за нее благословения
Кроме этого, в Великобритании, в Лондоне хранится и другой армянский ковер XV века, который согласно мнению специалистов представляет собой шедевр ковроткачества.
До недавнего времени было распространено мнение, что на всех армянских коврах обязательно должна быть тканная надпись, составленная буквами армянского алфавита. В этой связи все ковры с тканными надписями на армянском считались армянскими. Однако, как было установлено в последние годы, до наших дней сохранилась значительная группа ковров, которые являются армянскими, но надписей не имеют.
Множество старинных армянских ковров хранятся в музеях Берлина, Лондона, Вены, Будапешта, Стамбула и Каира, а также в других известных музеях. Есть также великолепные экземпляры ковров, хранящихся в музее Истории и музее Этнографии Армении в Ереване.
Среди старинных армянских ковров присутствует в том числе ковёр под названием «Арцвапар», как дань армянскому танцу орла. Само название танца так и переводится «Танец орла»(c арм. «արծվապար» — «танец орла»). Название ковра «Арцвапар» связывается с орлиным полётом, и является отголоском древних языческих ритуалов, одним из основных элементов которых являлся образ орла (арм. Արծիվ)

## Общество ценителей армянских ковров

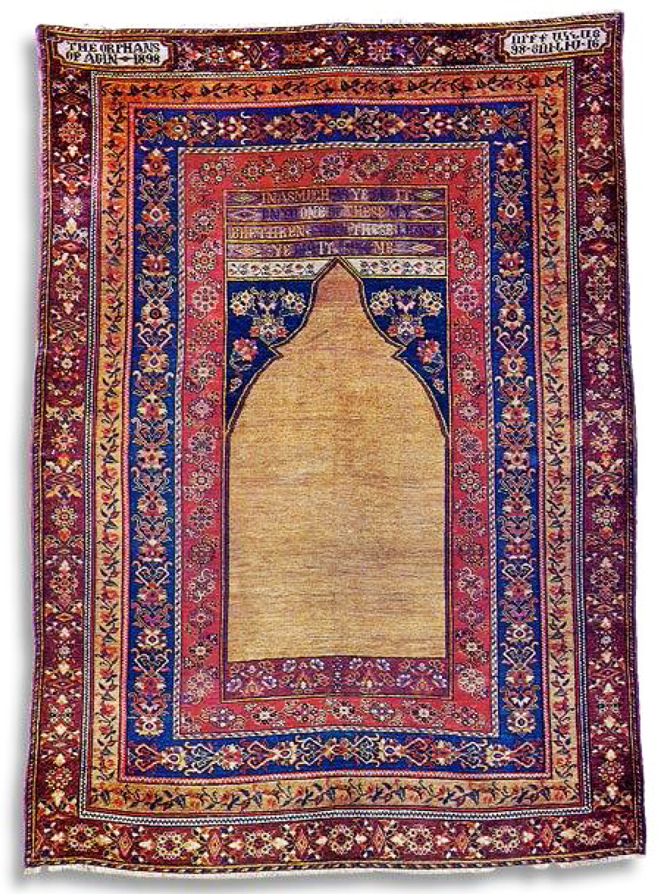
Ковёр, сотканный девочками-сиротами из Американского Миссионерского приюта в Агине (Акн) в 1898 г.

Общество ценителей армянских ковров (The Armenian Rugs Society), являющееся некоммерческой организацией, было организовано в 1980 г. в Вашингтоне. Общество объединяет коллекционеров и иных ценителей армянских ковров. Деятельность общества направлена на их идентификацию и сохранение, а также распространение знаний об армянских коврах. Для выполнения этих целей Общество организует выставки и симпозиумы в различных городах, включая Вашингтон (2001), Нью-Йорк, Сан-Франциско, Филадельфию (1988), Ричмонд, Мемфис (совместно с Memphis Brooks Museum of Art — 2000), Форт-Уэрт (совместно с Kimbell Art Museum of Ft. Worth, Dallas, Texas — 1984), Фресно, Бостон, Вустер, Сент-Питерсберг (1986), Монреаль, Лондон и Женеву (1988 г.). Также Обществом создана база данных ворсовых и безворсовых ковров ручной работы, содержащих надписи, сделанные буквами армянского алфавита. Регулярно Общество выпускает Бюллетени, в которых рассказывает о проведённых мероприятиях.
Согласно подходу Общества ценителей армянских ковров, армянскими являются все ковры, которые были сотканы армянами, и на которых присутствуют являющиеся частью оформления ковра тканные надписи на армянском языке, включая имена, буквы и даты, независимо от регионального происхождения орнамента.

Армянские ковры, выставленные в Этнографическом музее Сардарапат
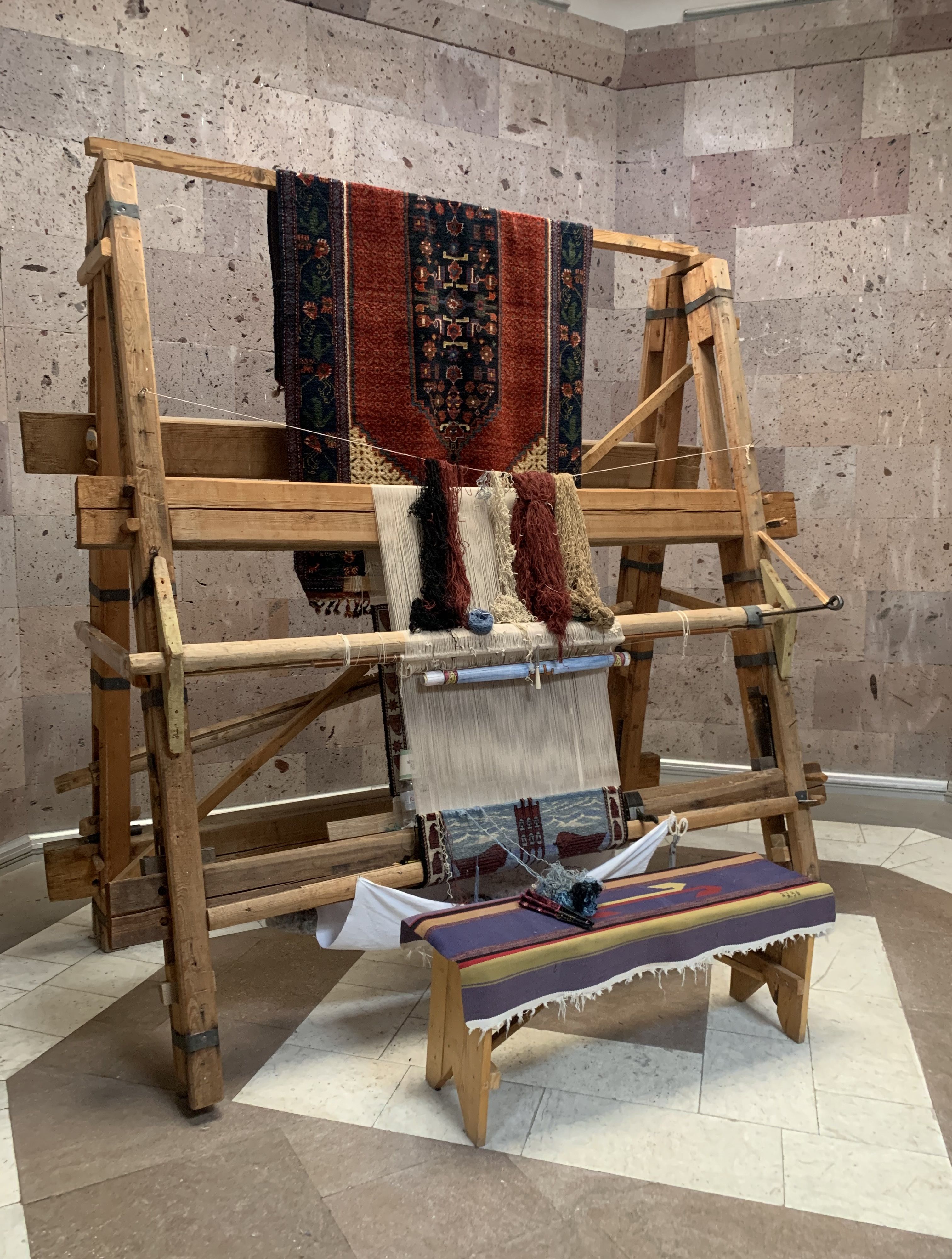
Приспособление для вышивки ковра
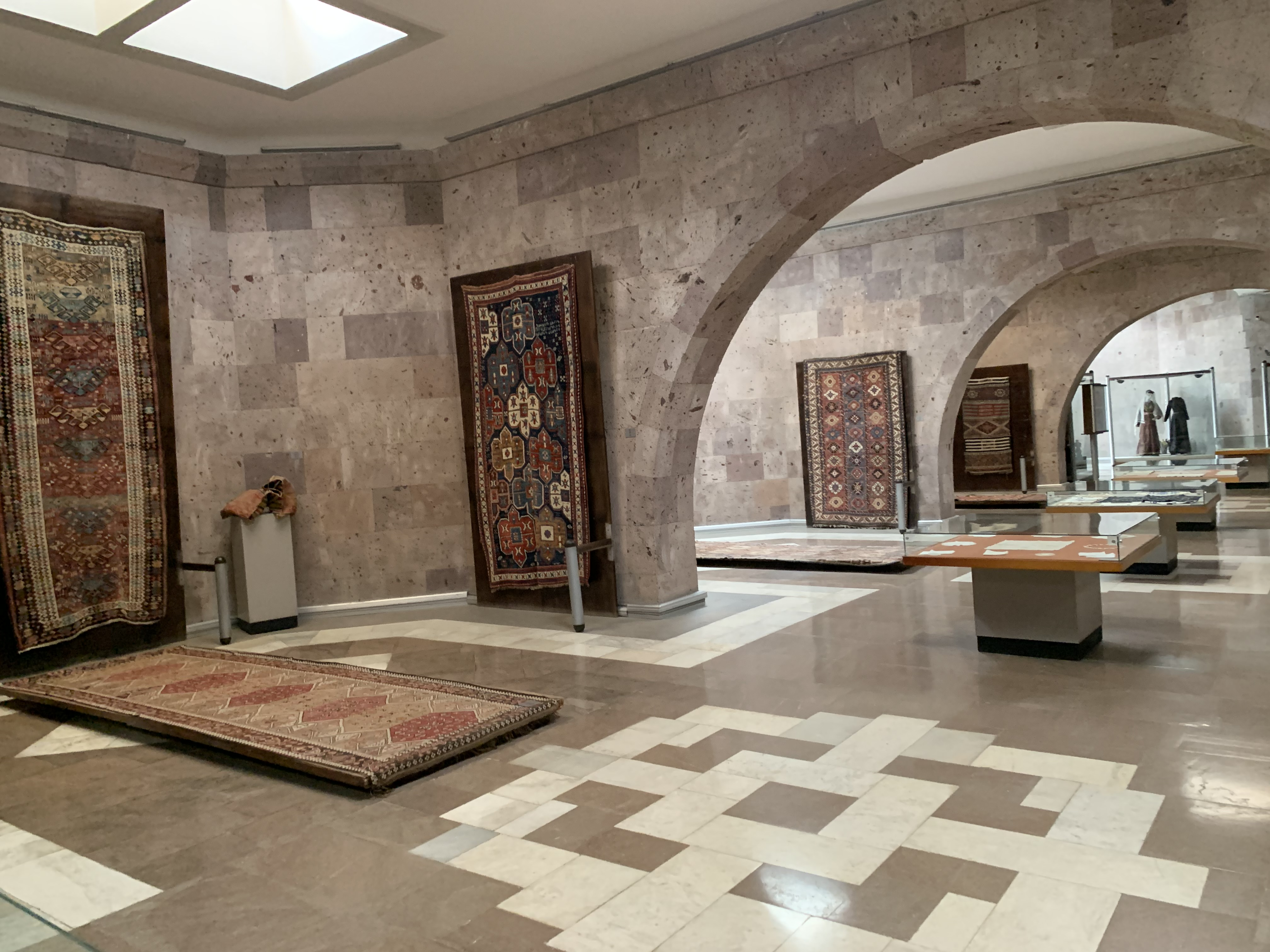
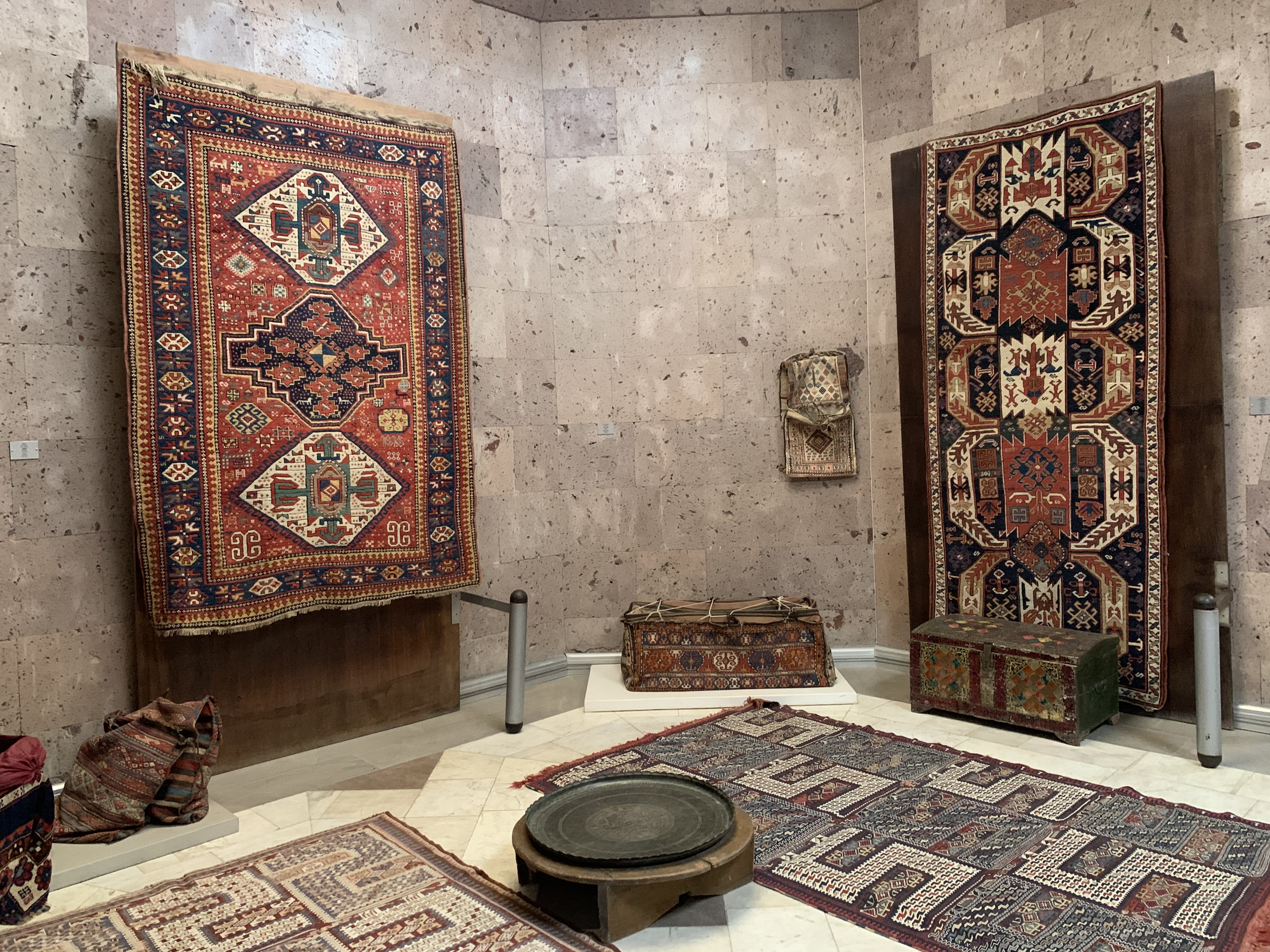
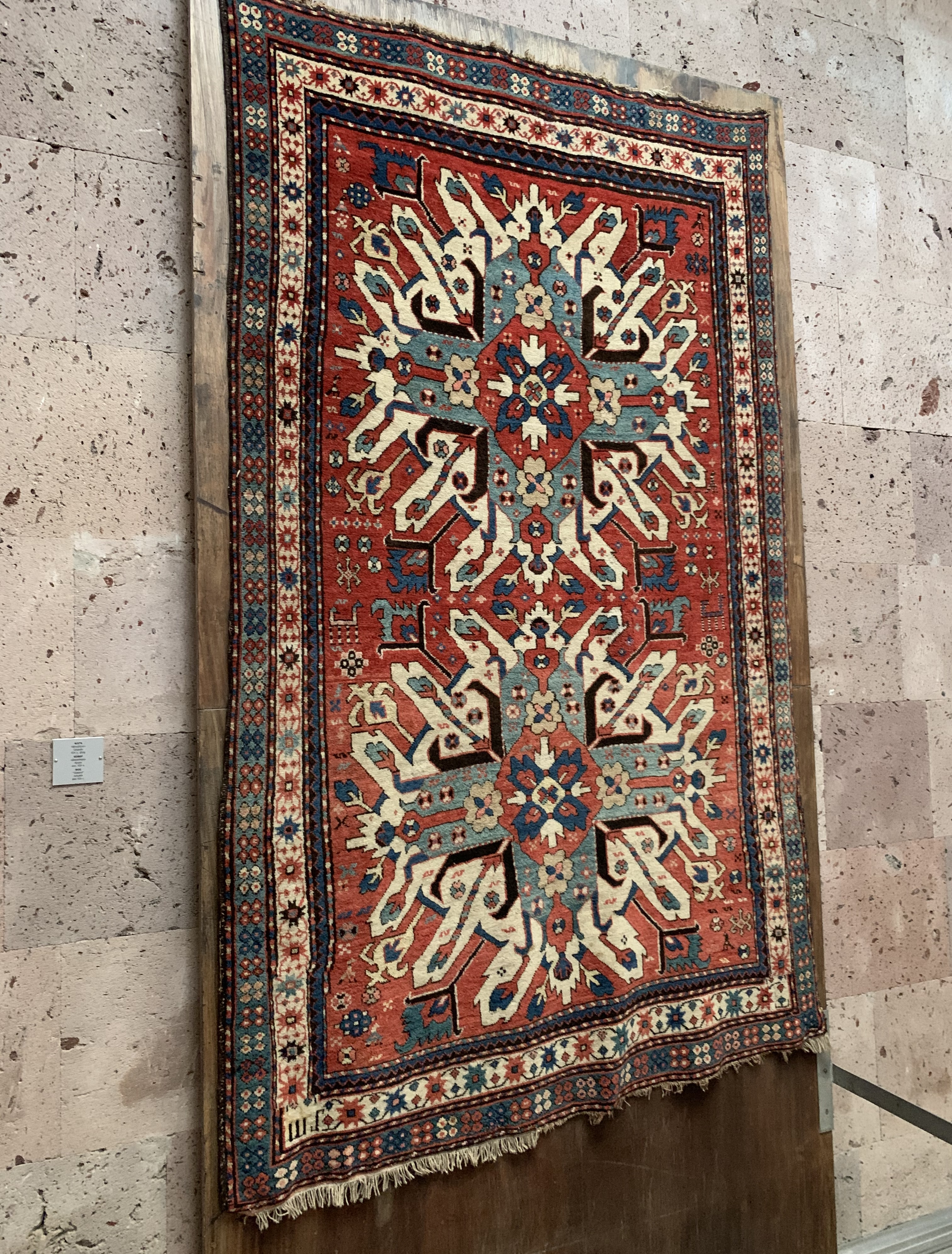
Ковер Джраберд, Нагорый Карабах, XIX век
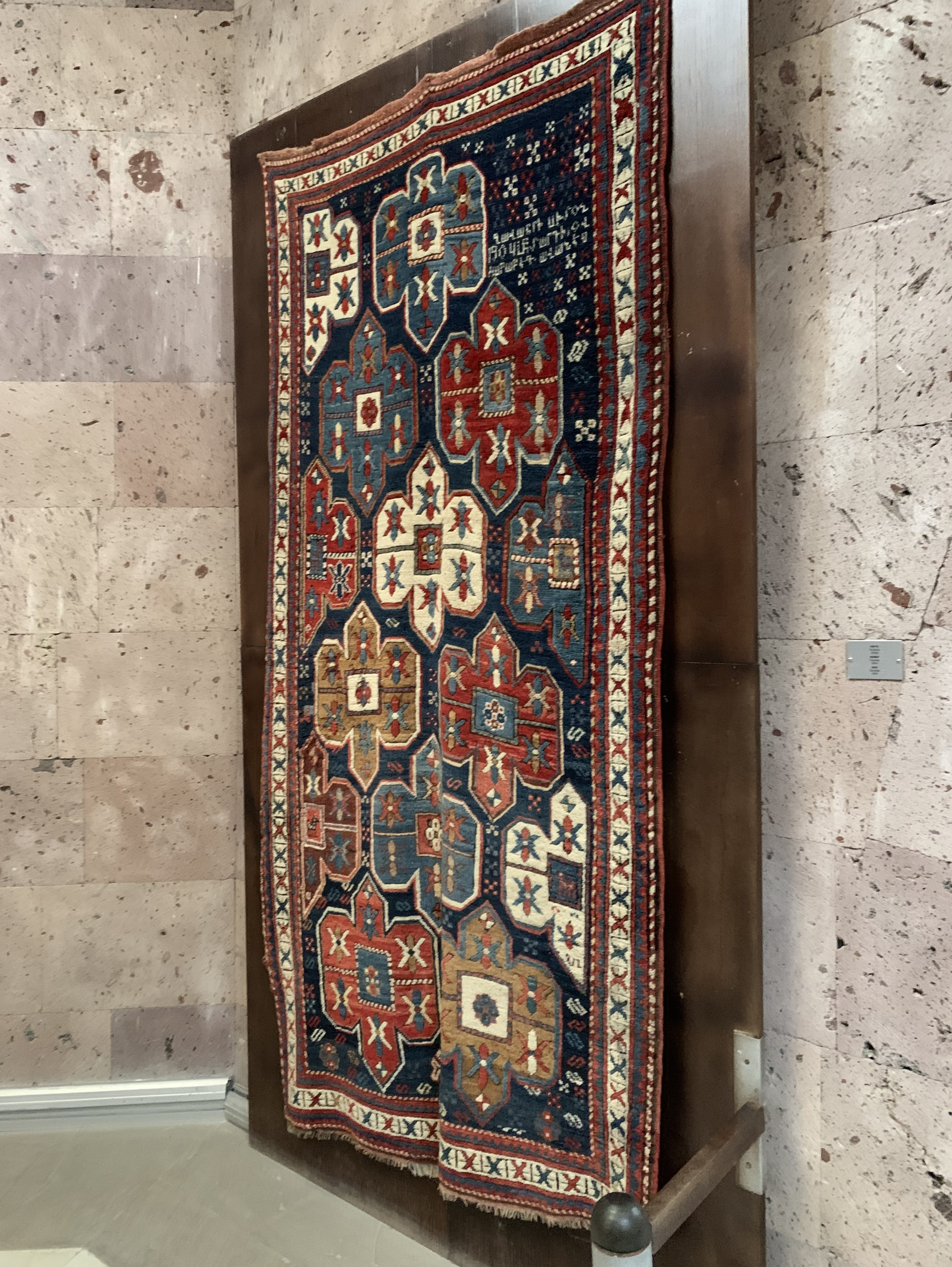
Ковер Вишапагорг, Сюник/Нагорый Карабах, XIX век